# Cuisine franc-comtoise
Pour les articles homonymes, voir Cuisine et Franche-Comté (homonymie).
La cuisine franc-comtoise est une cuisine traditionnelle régionale, qui allie divers produits de Franche-Comté (Doubs et Haut-Doubs, Jura occidental, Vosges du sud, plaine de Saône, Bresse jurassienne et Pays dolois) principalement composée de fromages et de charcuteries de salaison et de fumage, issus d'élevage comtois, et de vins du vignoble du Jura, avec pour produits de prédilection le comté, le vin jaune, et les morilles,...

## Description
Les spécialités régionales traditionnelles de la cuisine comtoise sont d'origine paysanne, rustique, plutôt caloriques, issues en particulier d'une importante zone d'élevage traditionnelle historique, de production de viande et de fromage franc-comtoise,.
Les longs hivers froids de montagnes (dans le Haut-Doubs, le Haut-Jura, ou le massif des Vosges) obligeaient les paysans francs-comtois à vivre en autarcie dans leur ferme comtoise d'élevage de vaches montbéliardes et de cochons, ou leurs productions de viande et de produits laitiers étaient conservées et commercialisées par transformation en fromages et en charcuterie de salaison et de fumage en tuyé (dans une région riche en sel et en sapin). Le régime alimentaire montagnard typique franc-comtois (avec des éléments communs avec la cuisine suisse voisine) était donc traditionnellement composé plutôt de jambon, de saucisse, de lard, et de fromage..., que de produits issus de l'agriculture, de maraîchage, de verger, et d’élevage de volailles des plaines du Doubs, du Jura, de Haute-Saône, ou de Bresse jurassienne et Pays dolois (cuisine bressane).
Si les villes de Besançon ou de Belfort ne produisent aucune spécialité gastronomique, le Territoire de Belfort (historiquement rattaché à l'Alsace jusqu’à la guerre franco-allemande de 1870, et dont une partie importante de la population est d'origine alsacienne) cuisine des recettes aussi bien typiquement comtoises que typiquement de cuisine alsacienne, dont la choucroute d'Alsace par exemple, bien que le chou soit souvent remplacé par des raves salées, et la charcuterie alsacienne par de la charcuterie comtoise...

Apéritif traditionnel
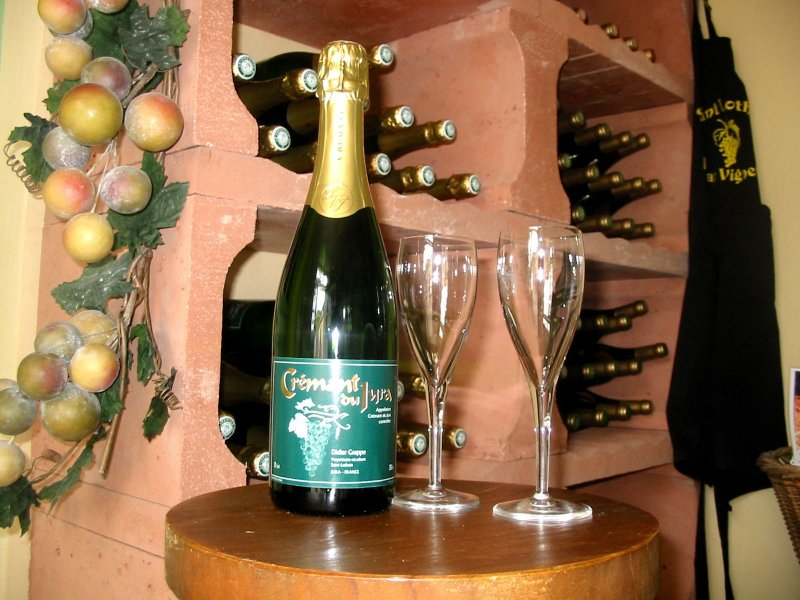
Crémant-du-jura.
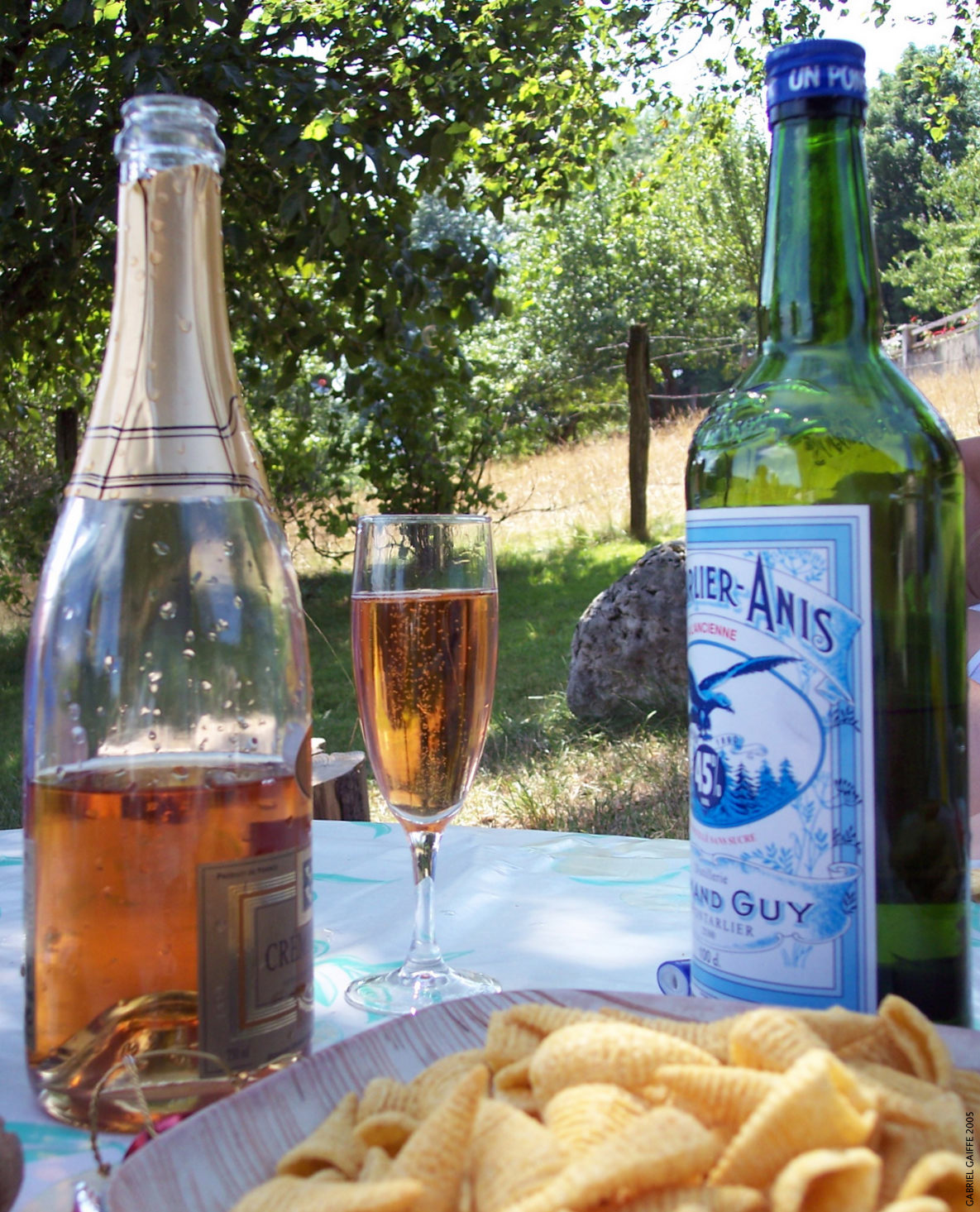
Pontarlier (apéritif).
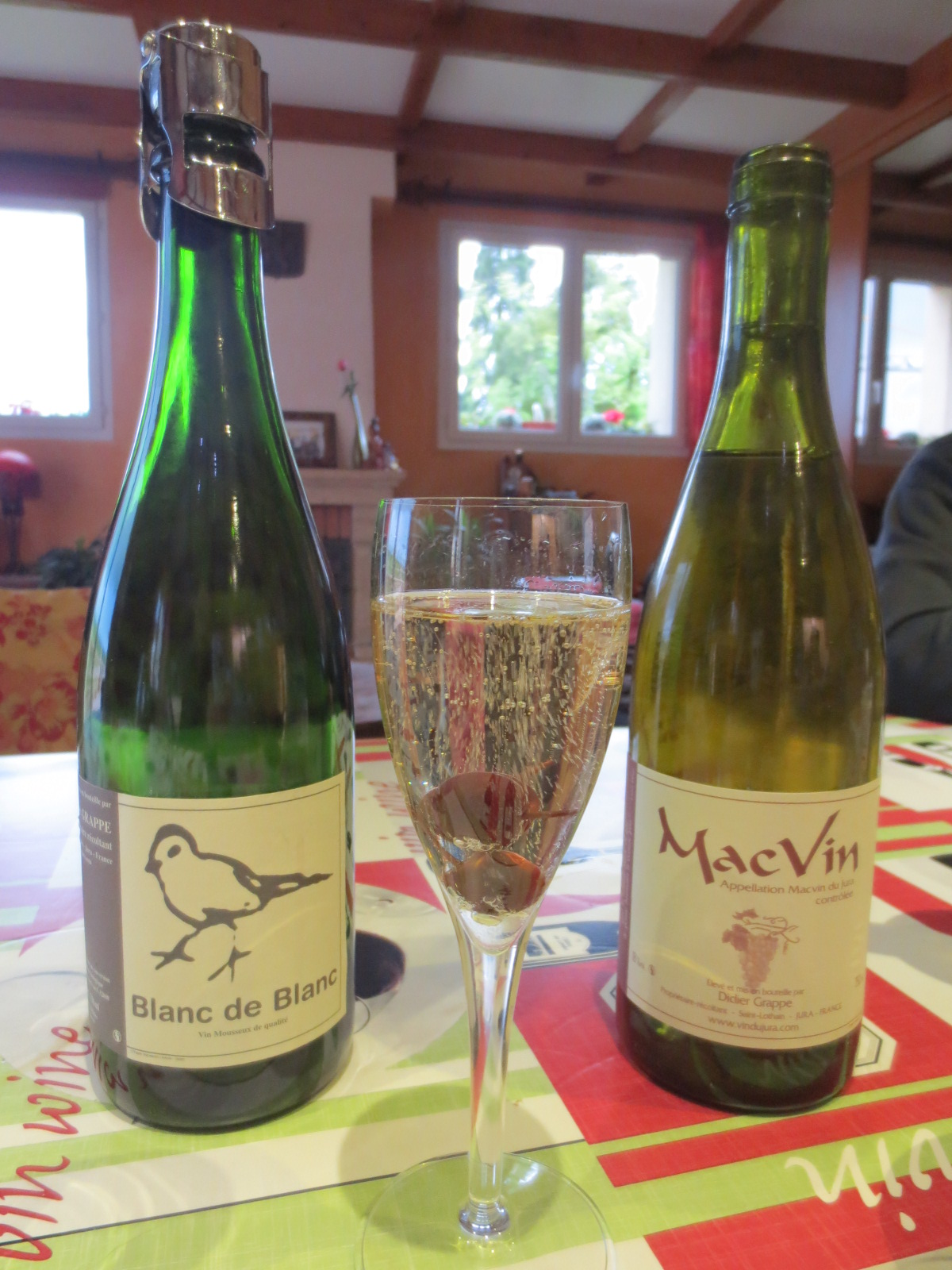
Crémant et Macvin du Jura.
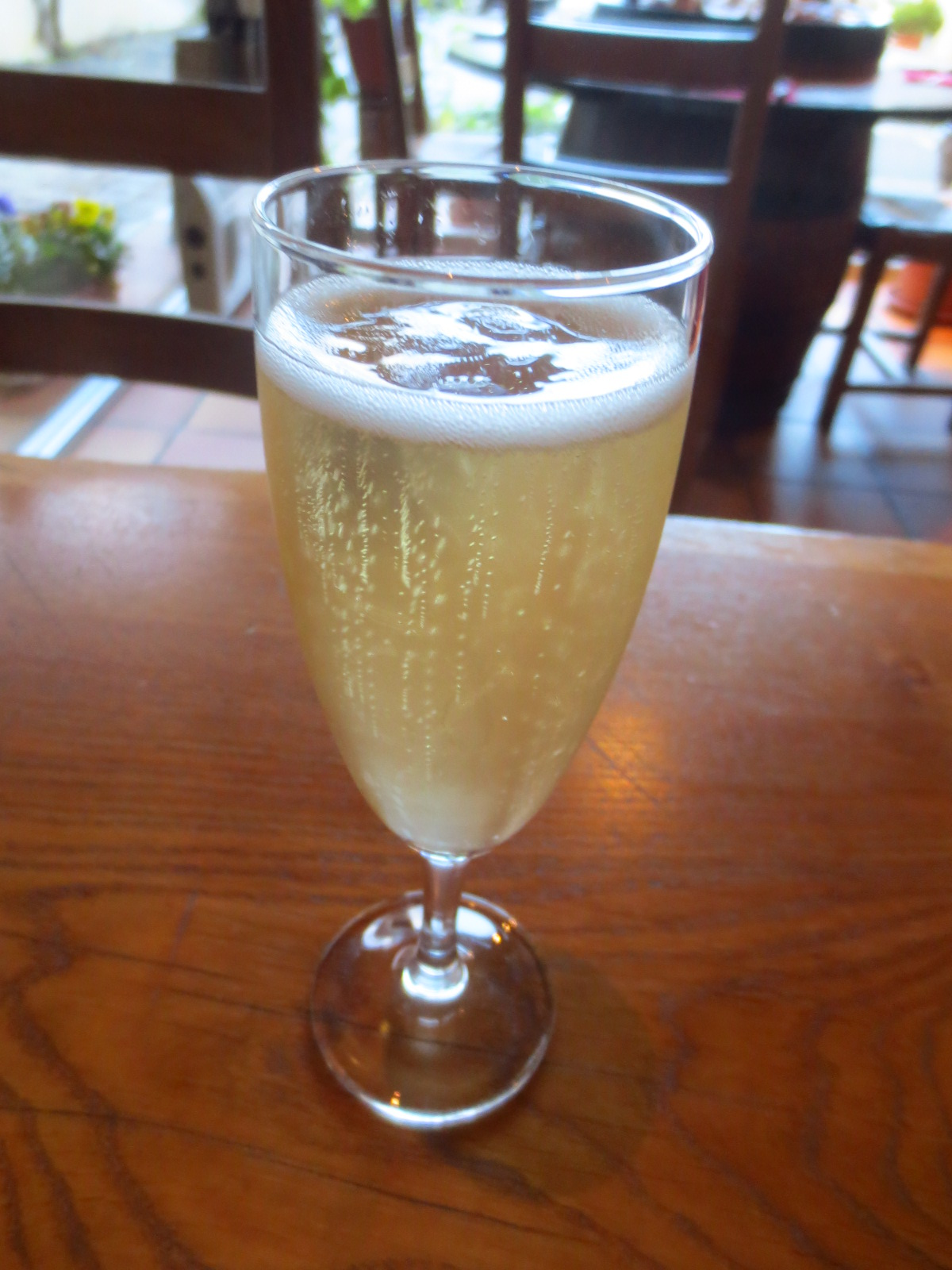
Crémant du Jura.
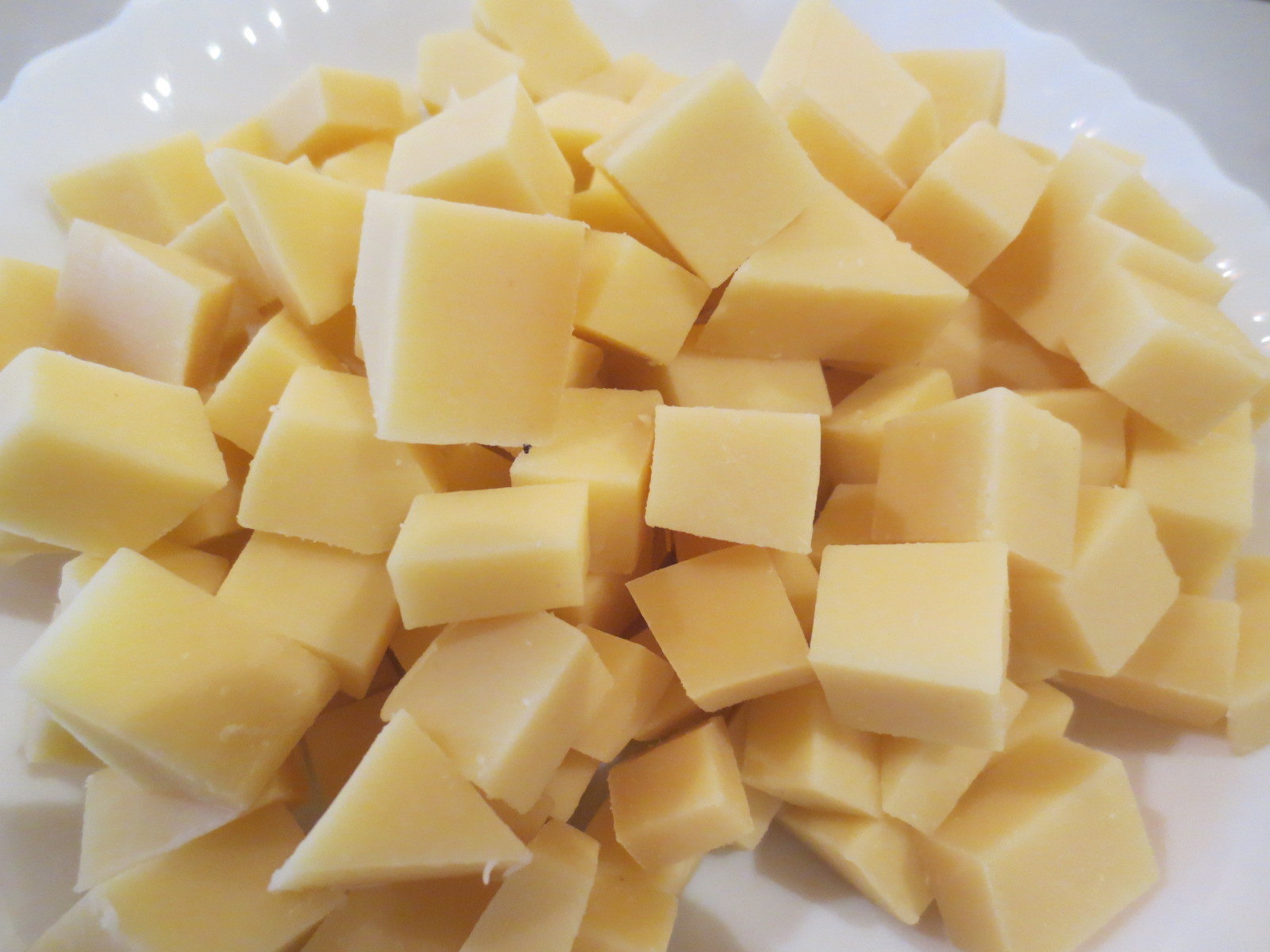
Comté.
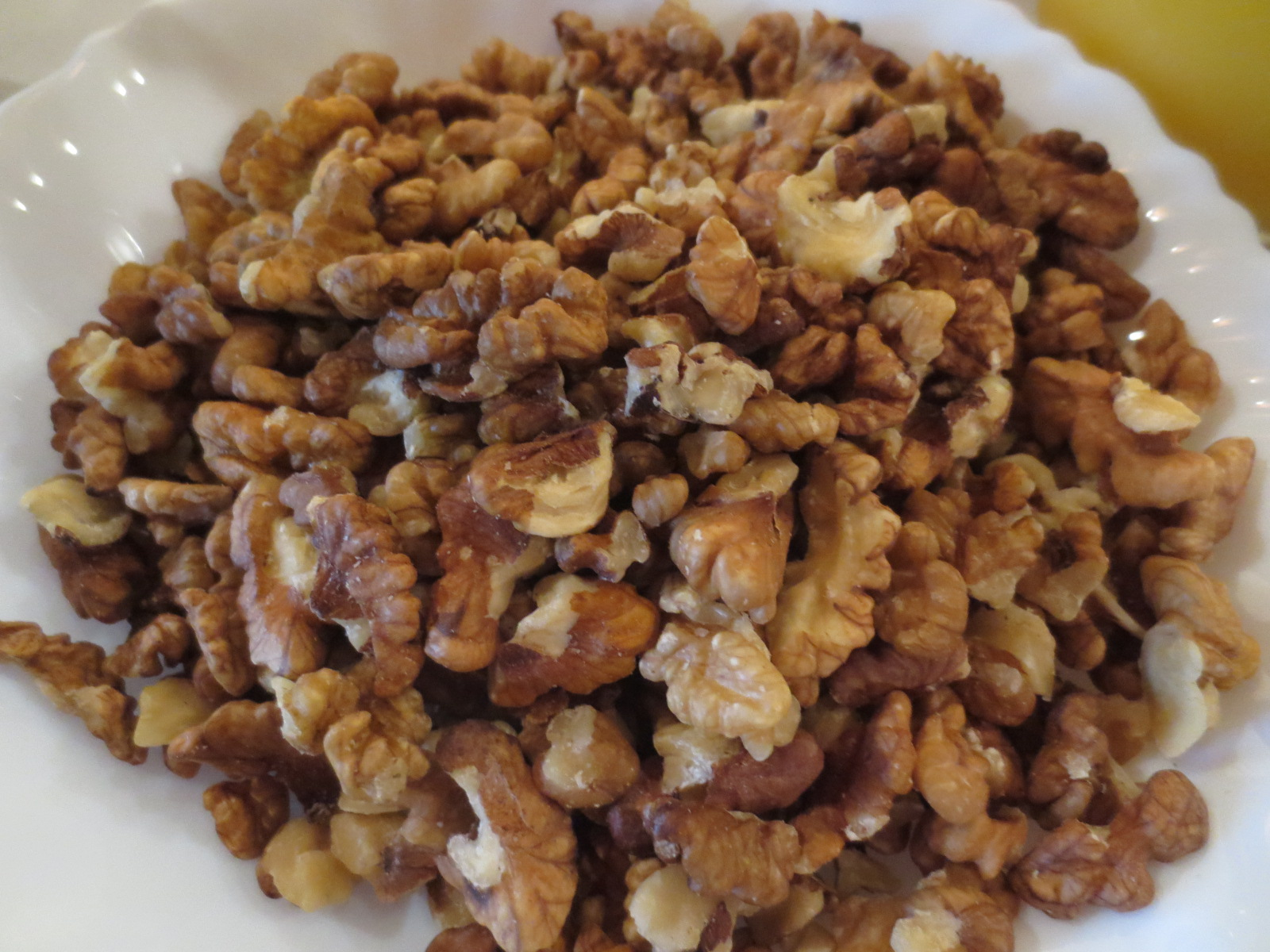
Noix.

## Plats typiques de Franche-Comté

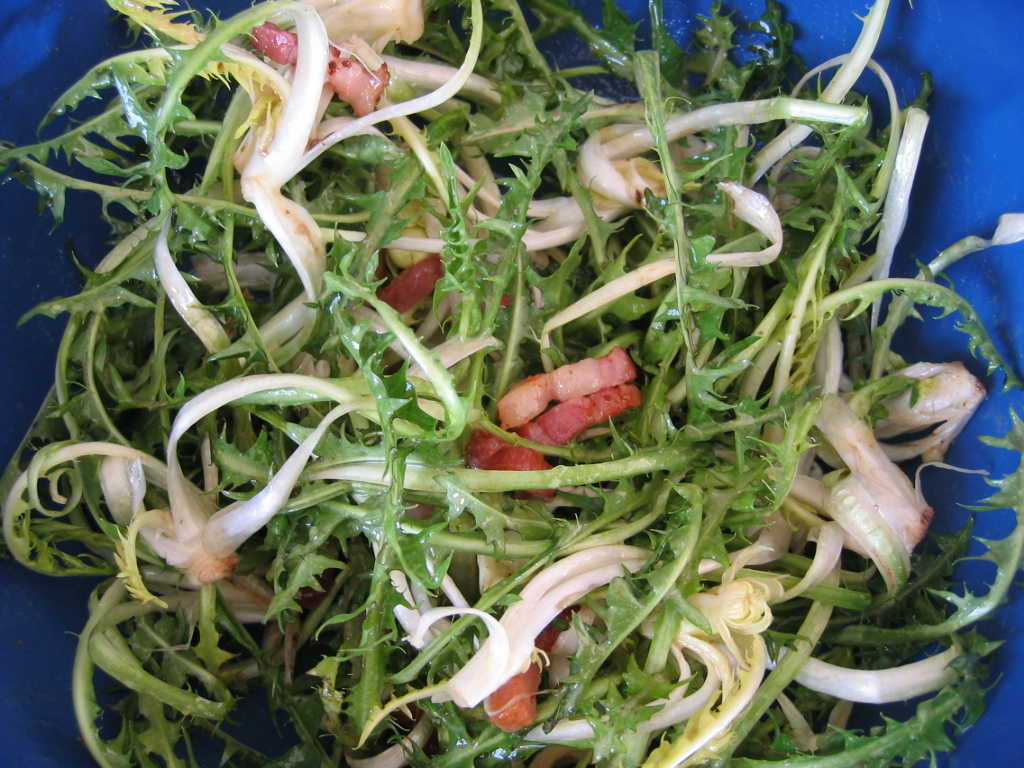
Salade de cramaillots.
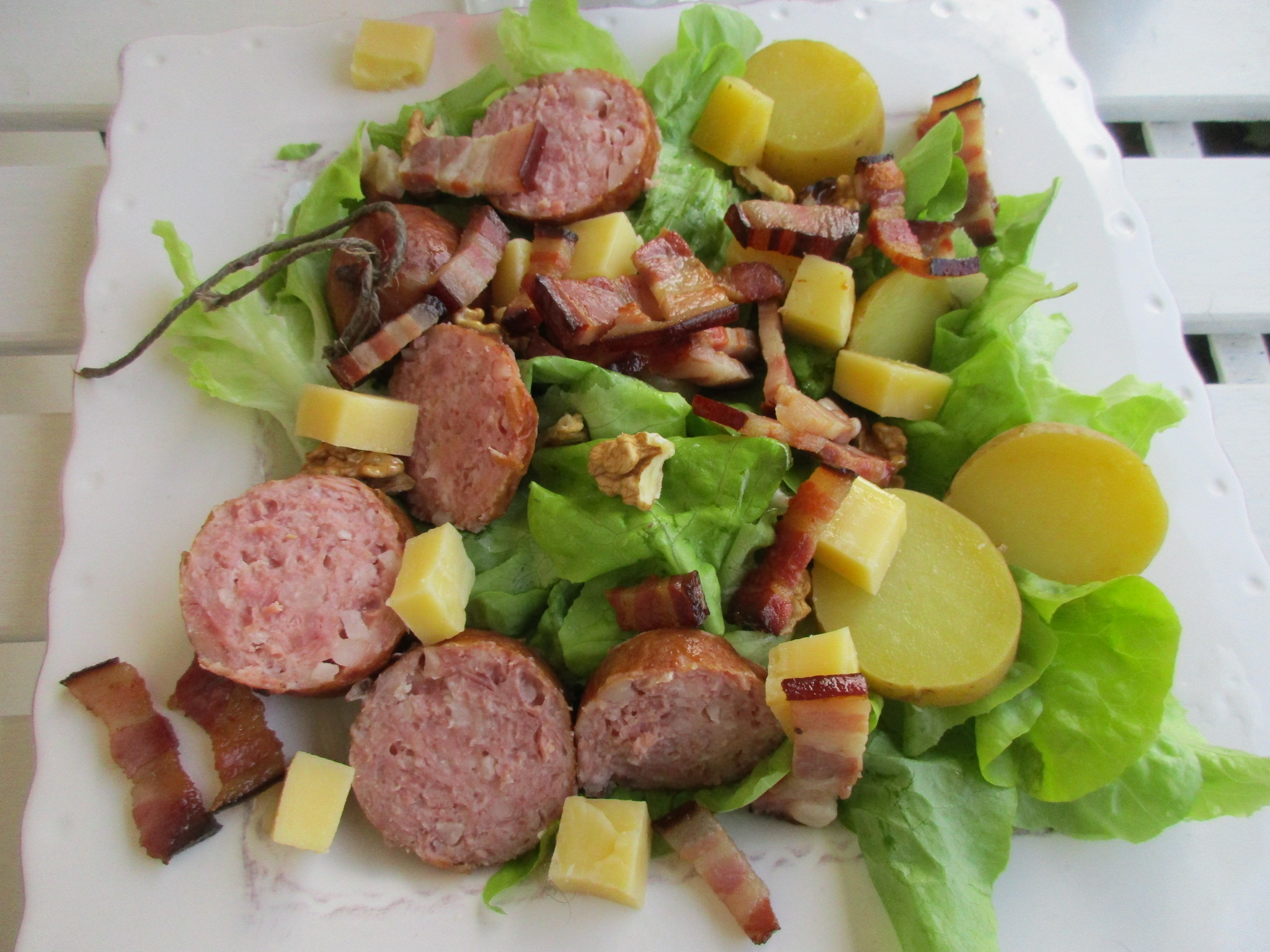
Salade comtoise.
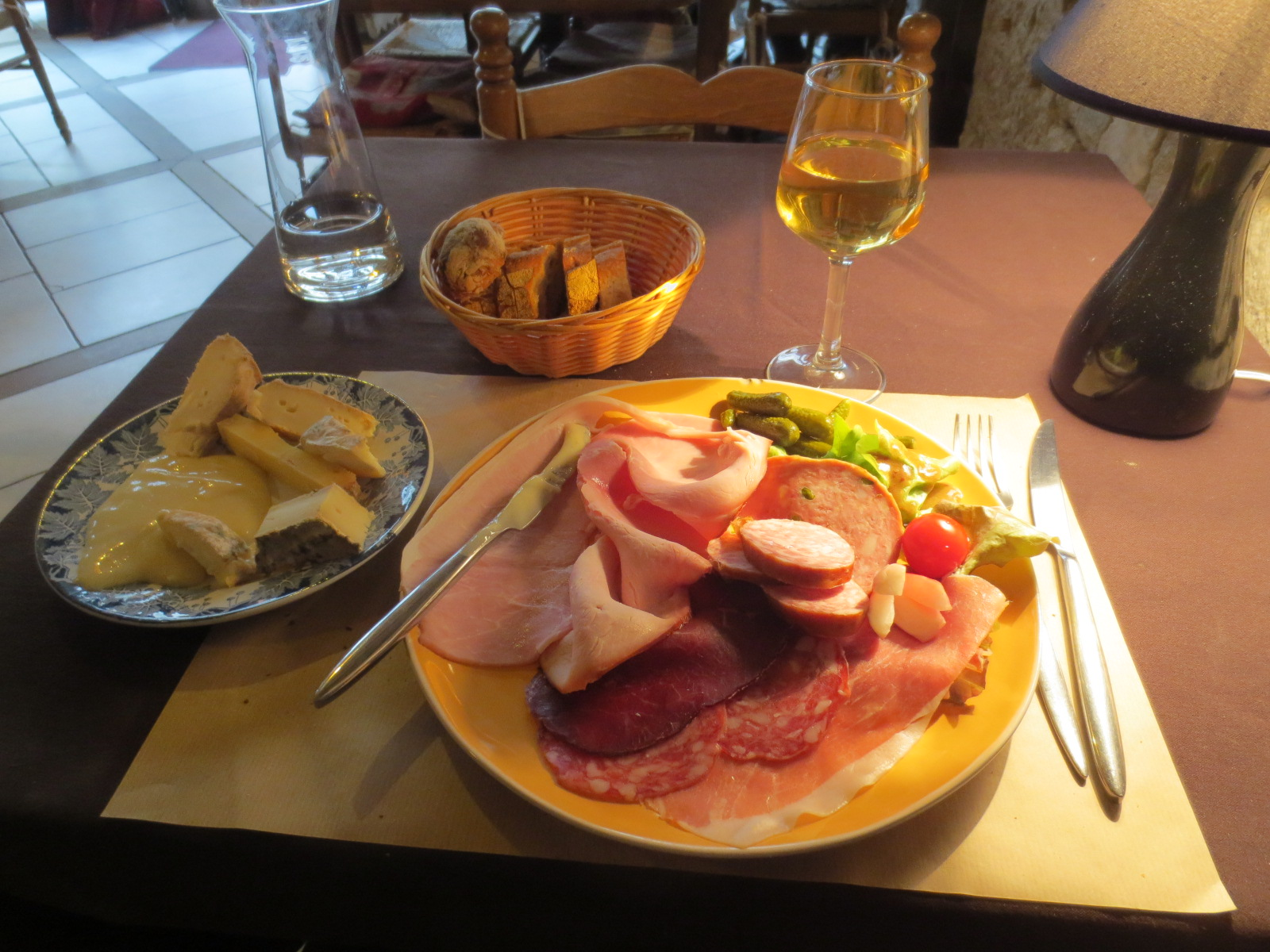
Assiette comtoise.
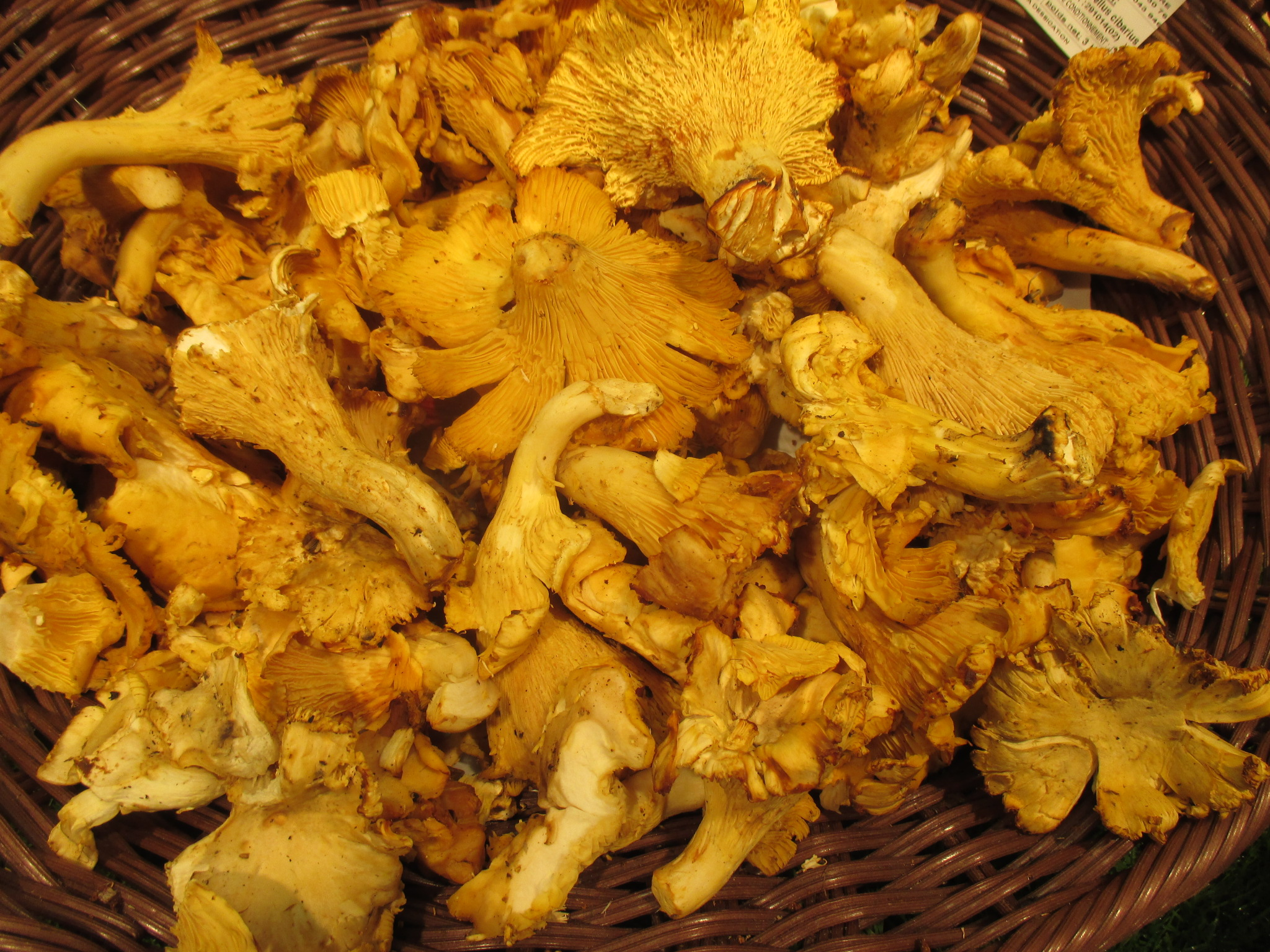
Girolles.
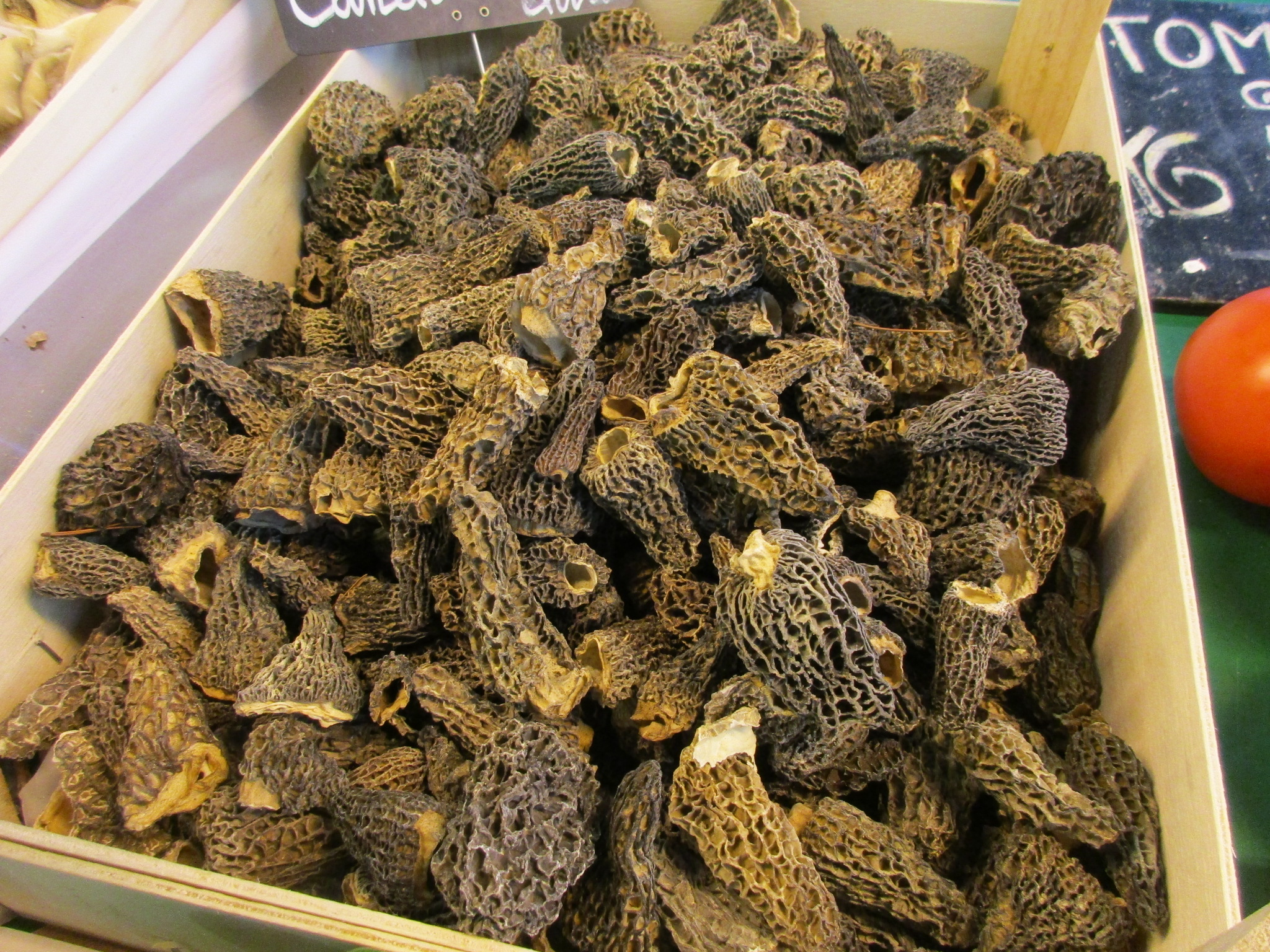
Morilles.
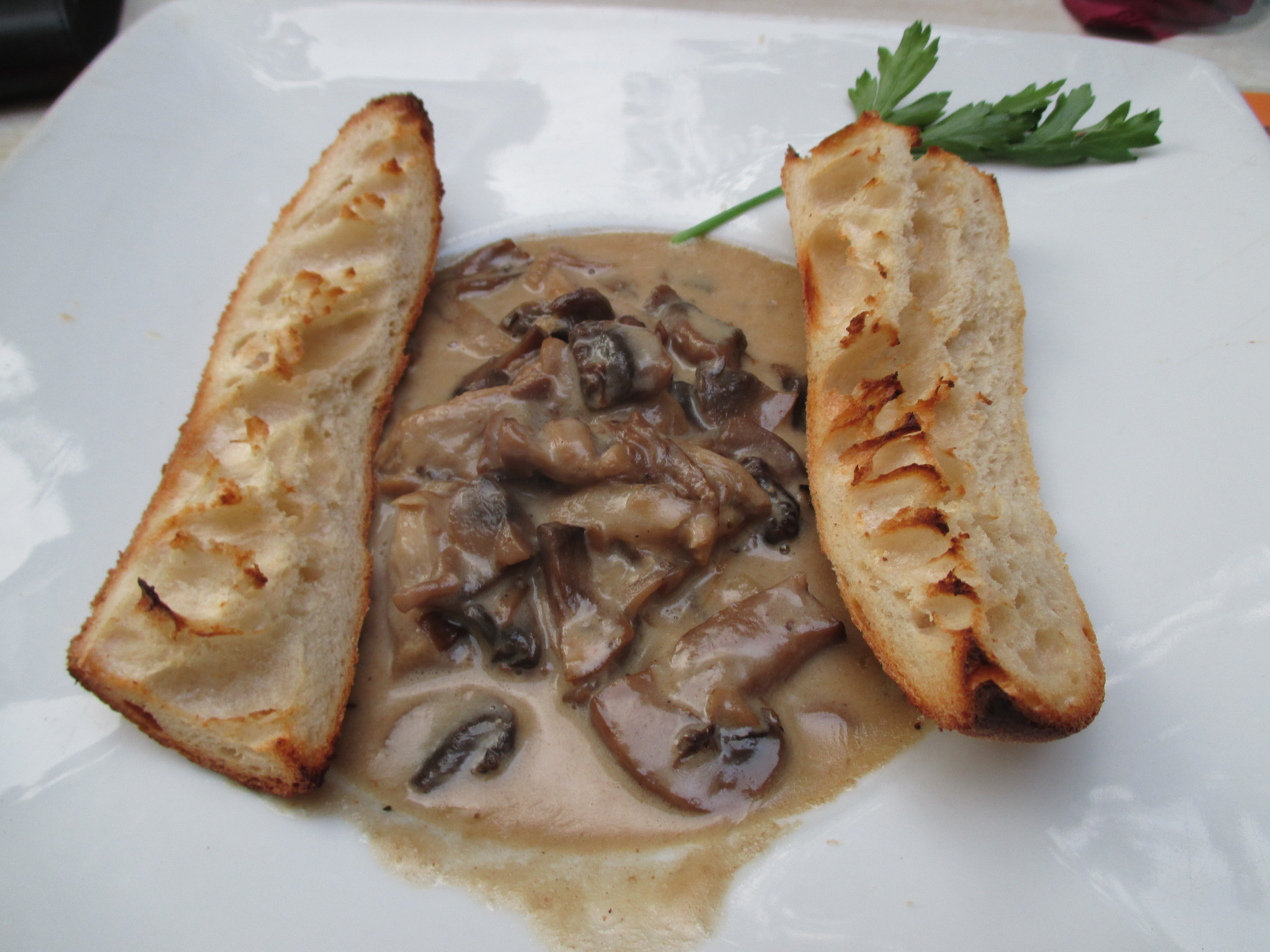
Croûte aux champignons.
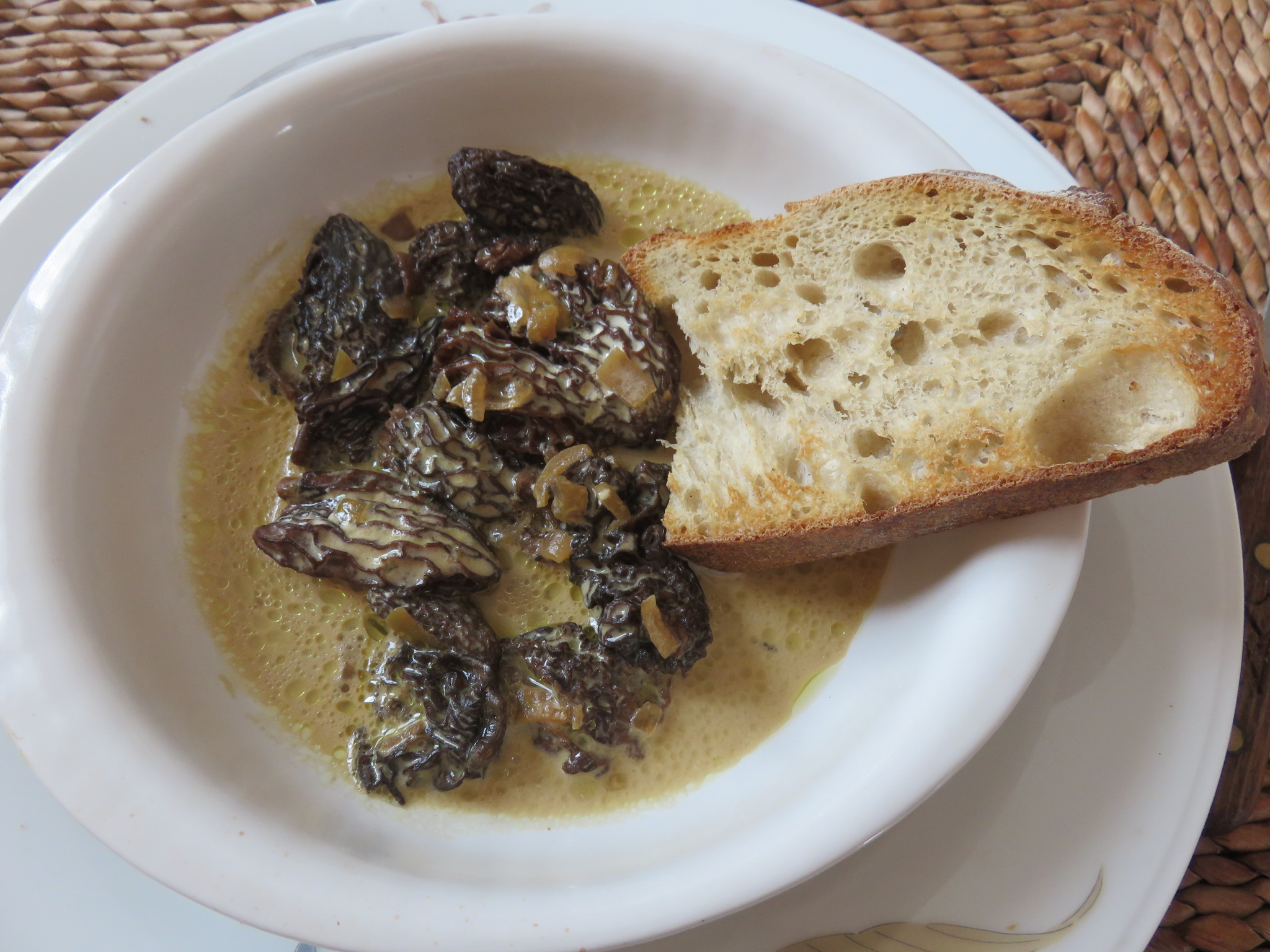
Croûte aux morilles.
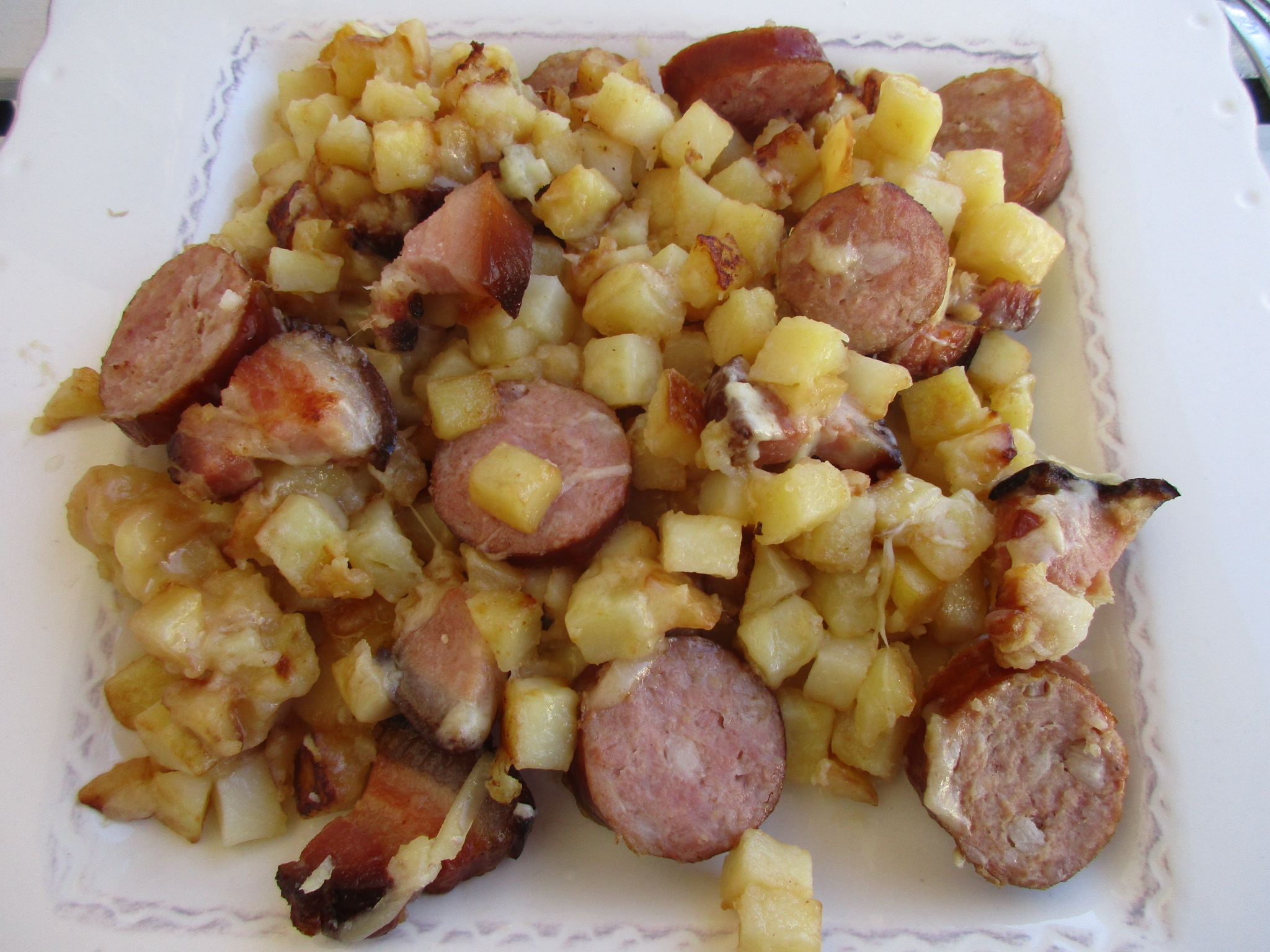
Poêlée franc-comtoise.
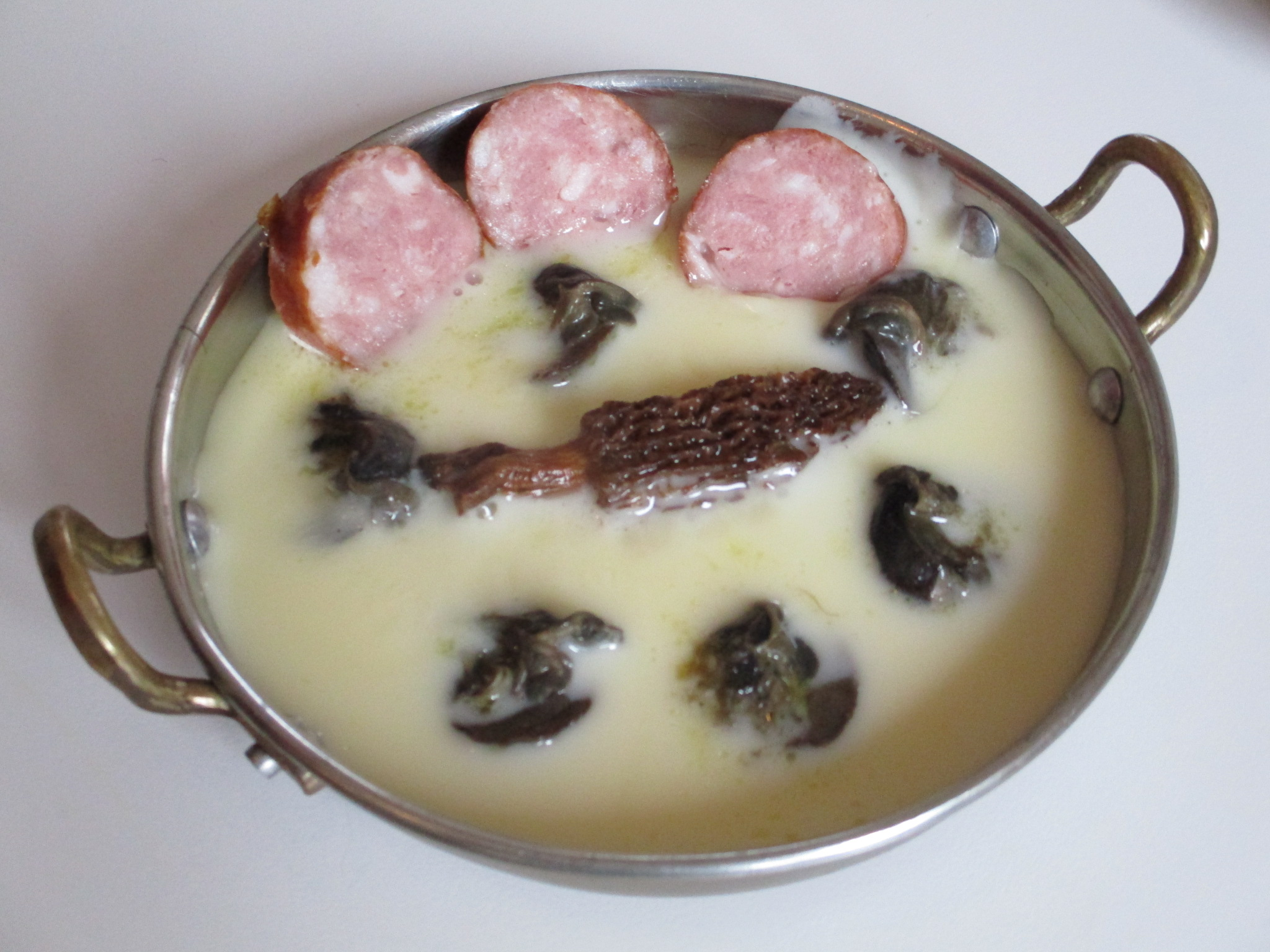
Escargots de Bourgogne à la franc-comtoise.
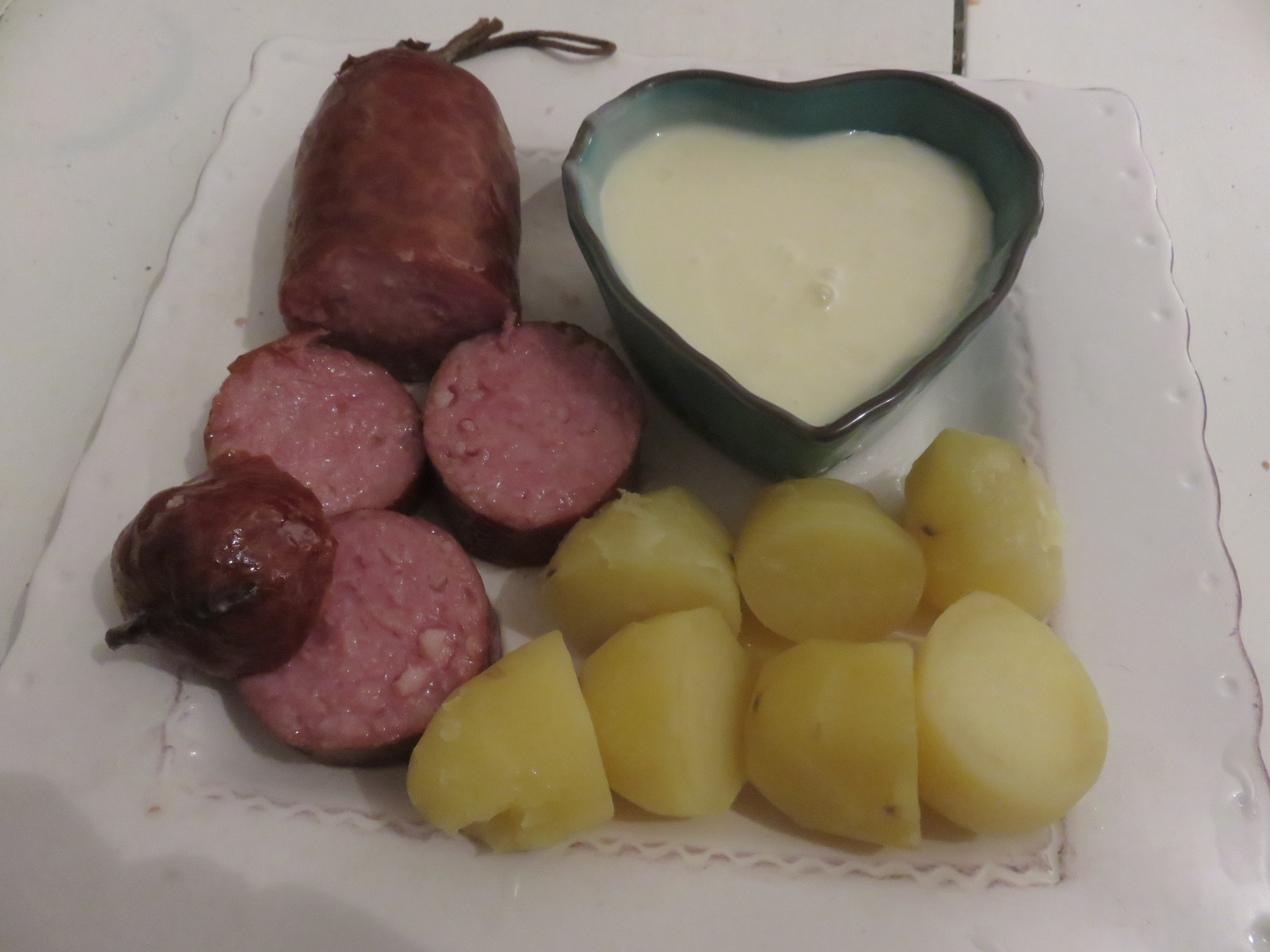
Assiette comtoise.
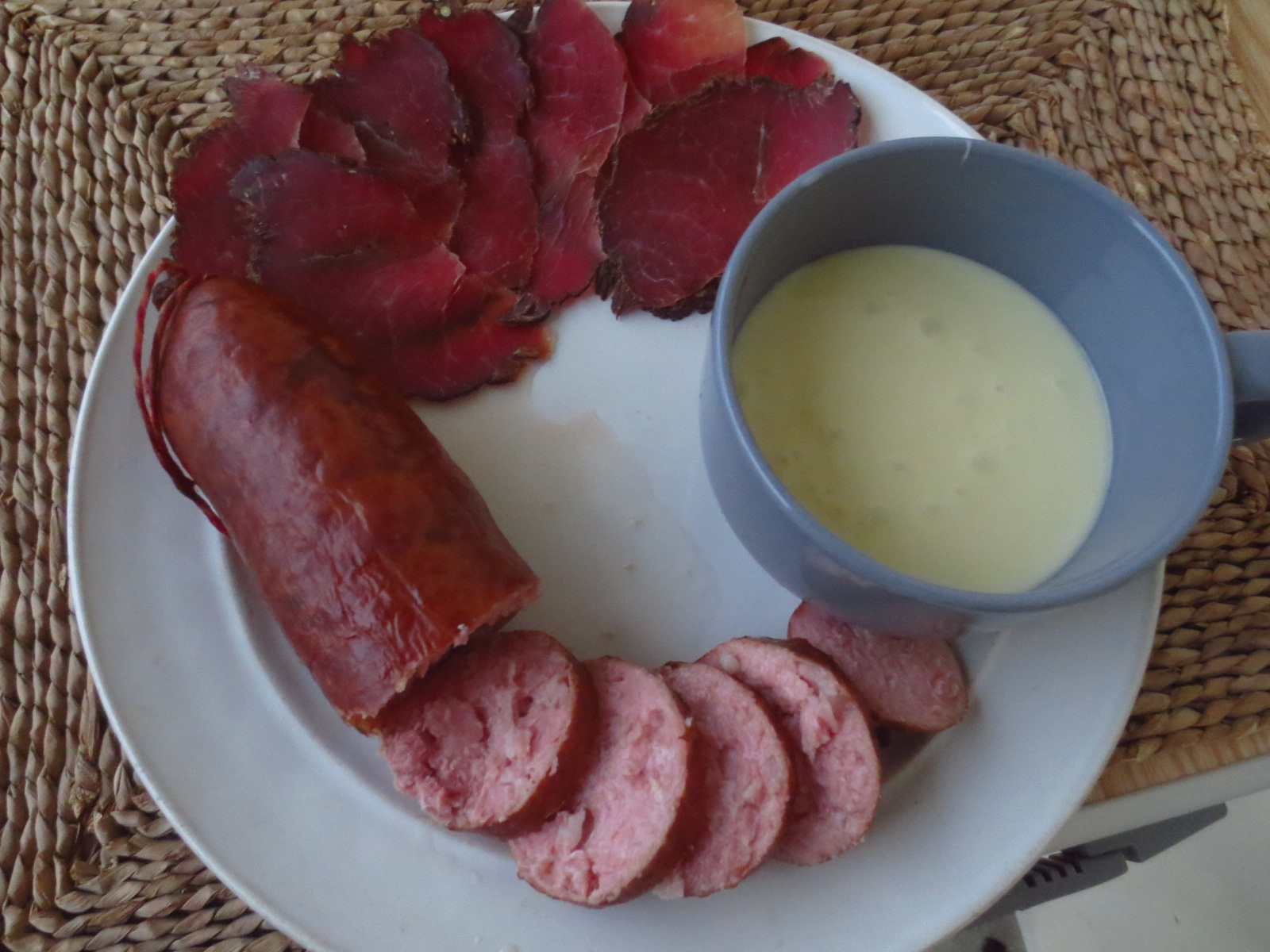
Assiette comtoise.
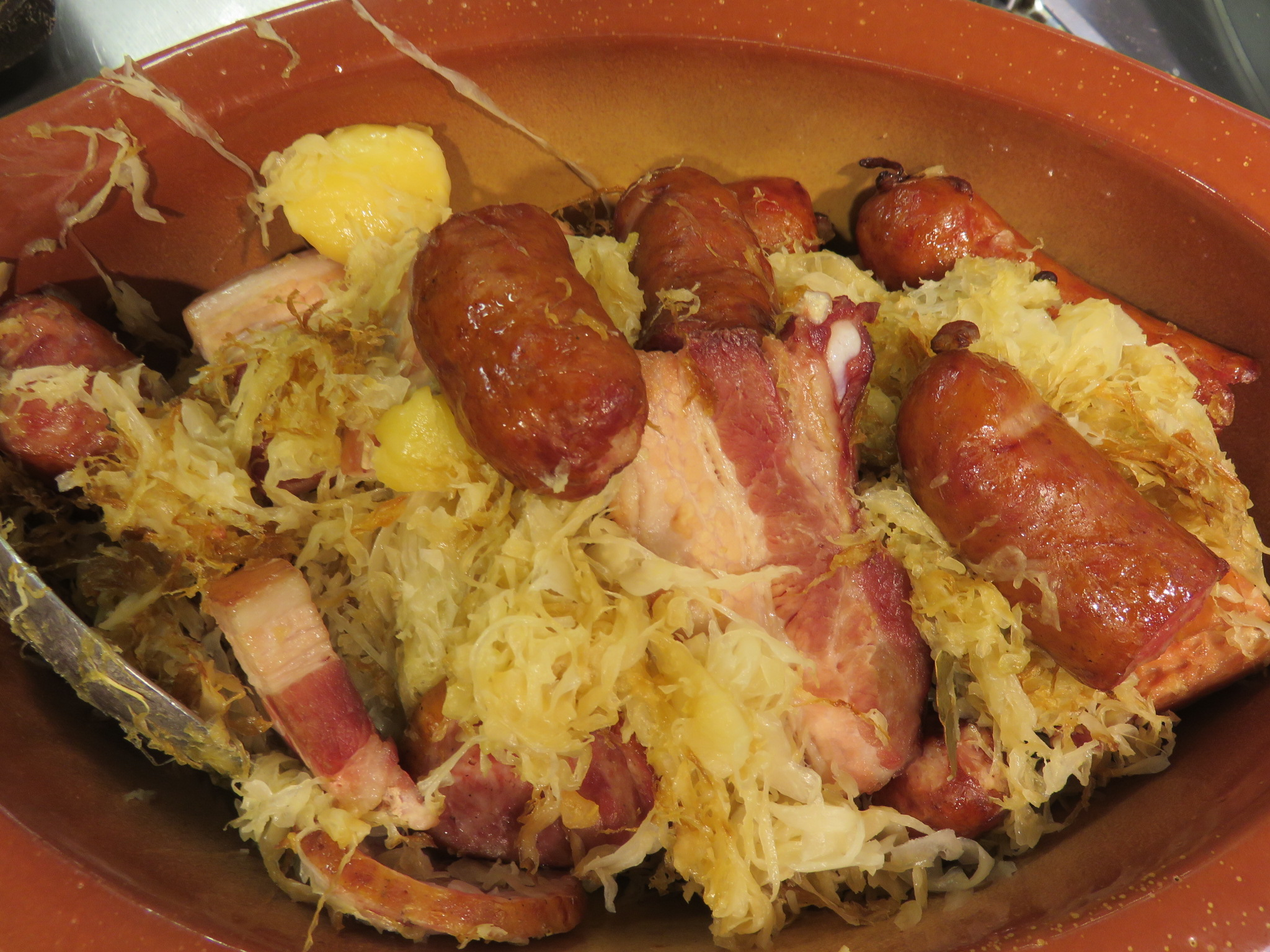
Choucroute comtoise.

| - Paipé fier - Estouffade du trissu - Salade de cramaillots | - Salade comtoise - Assiette comtoise - Croûte aux morilles - Croûte aux champignons | - Poule de Bresse - Coq au vin jaune - Poulet à la comtoise - Poulet à la cancoillotte - Poularde aux morilles | - Pôchouse - Carpe frite - Truite au bleu - Truite au vin jaune | - Michon - Raves salées - Potée comtoise - Jambon à l'échalote - Choucroute comtoise |  |

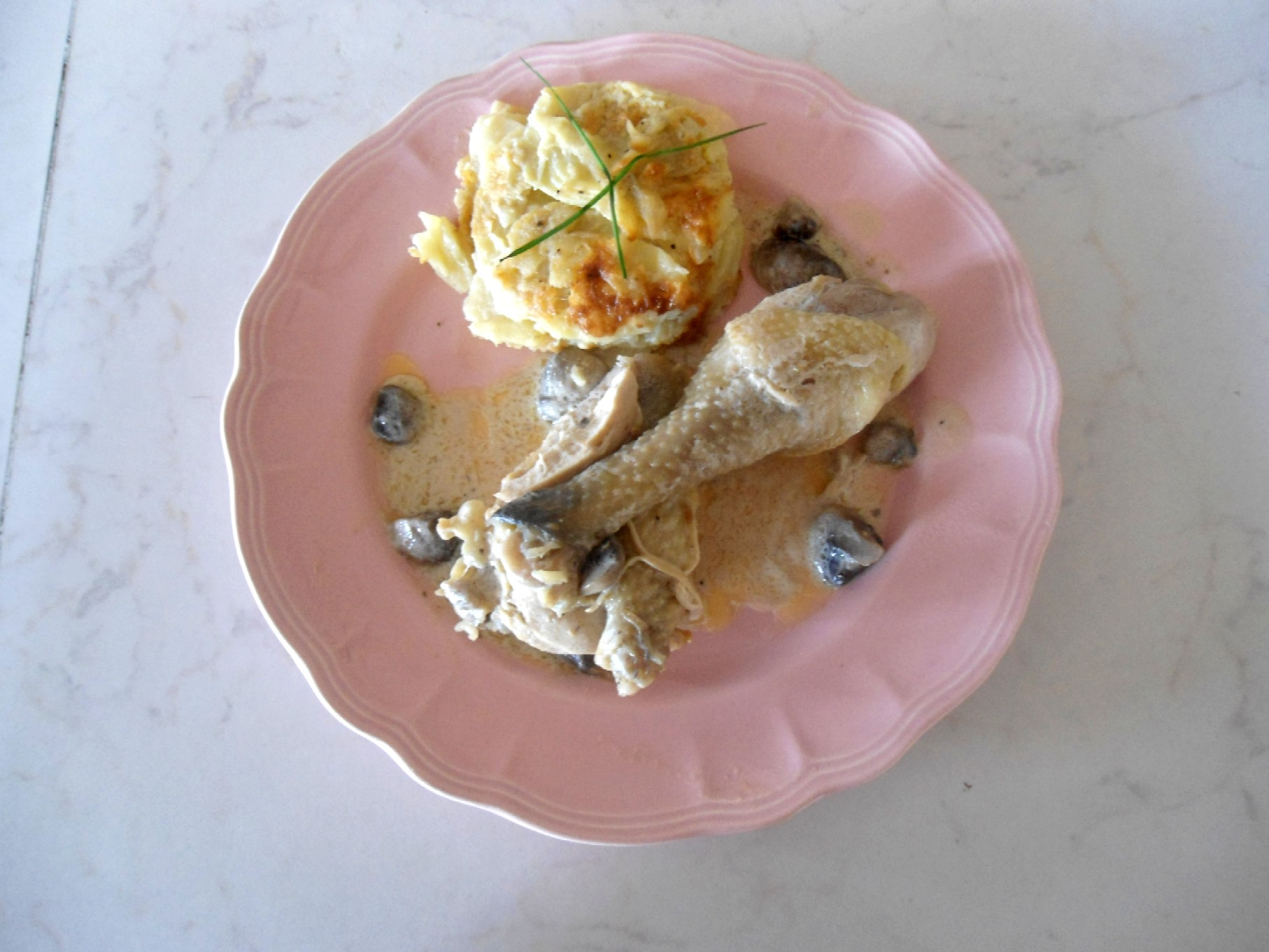
Poulet à la comtoise.
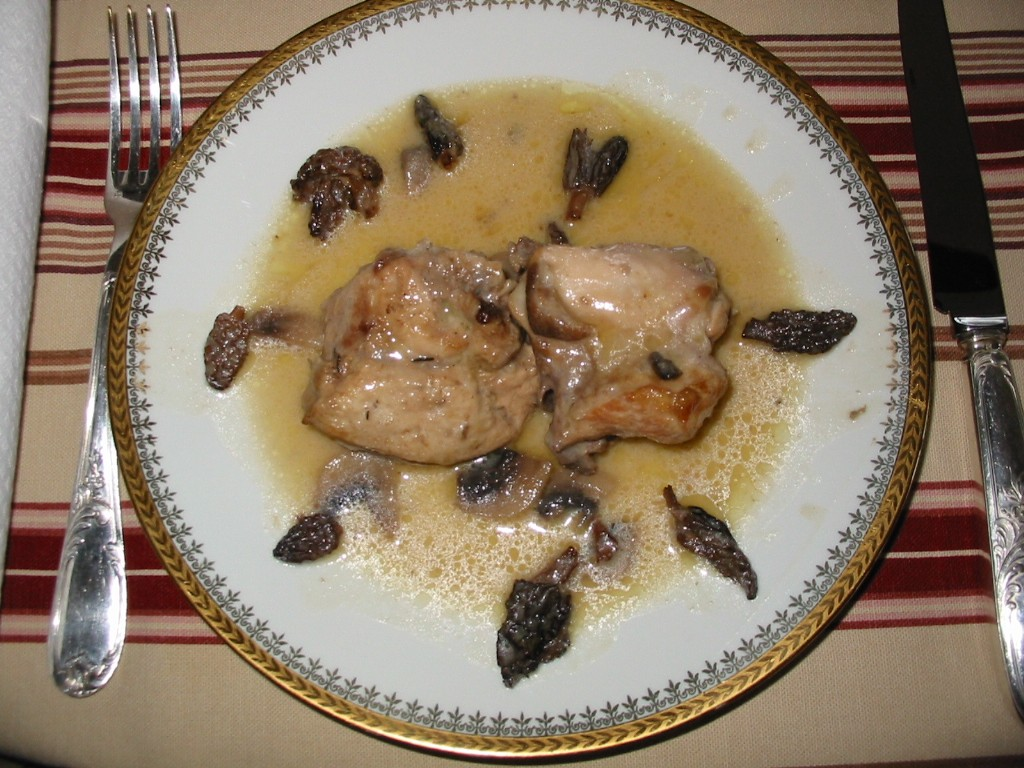
Coq au vin jaune.
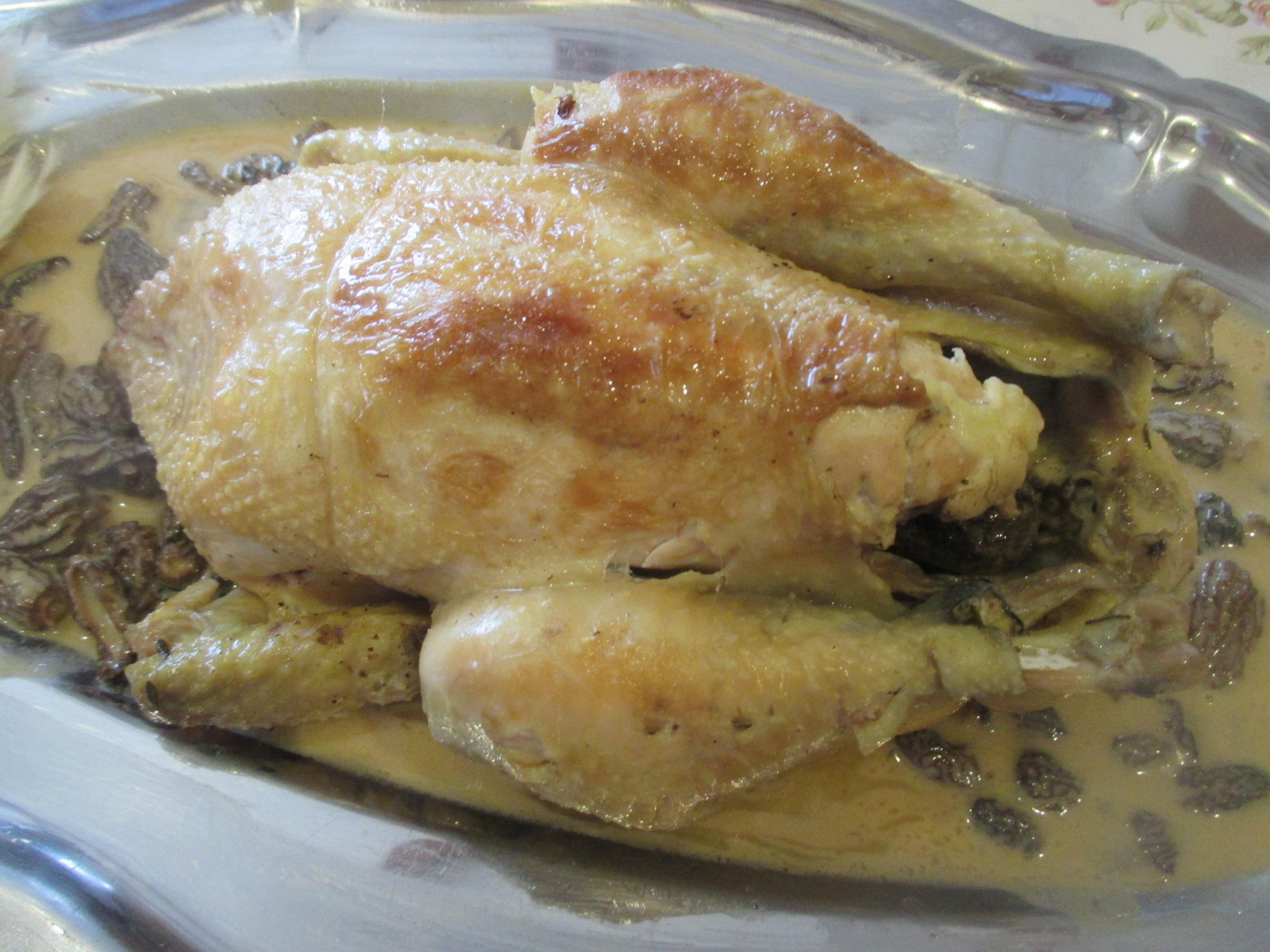
Poularde aux morilles.
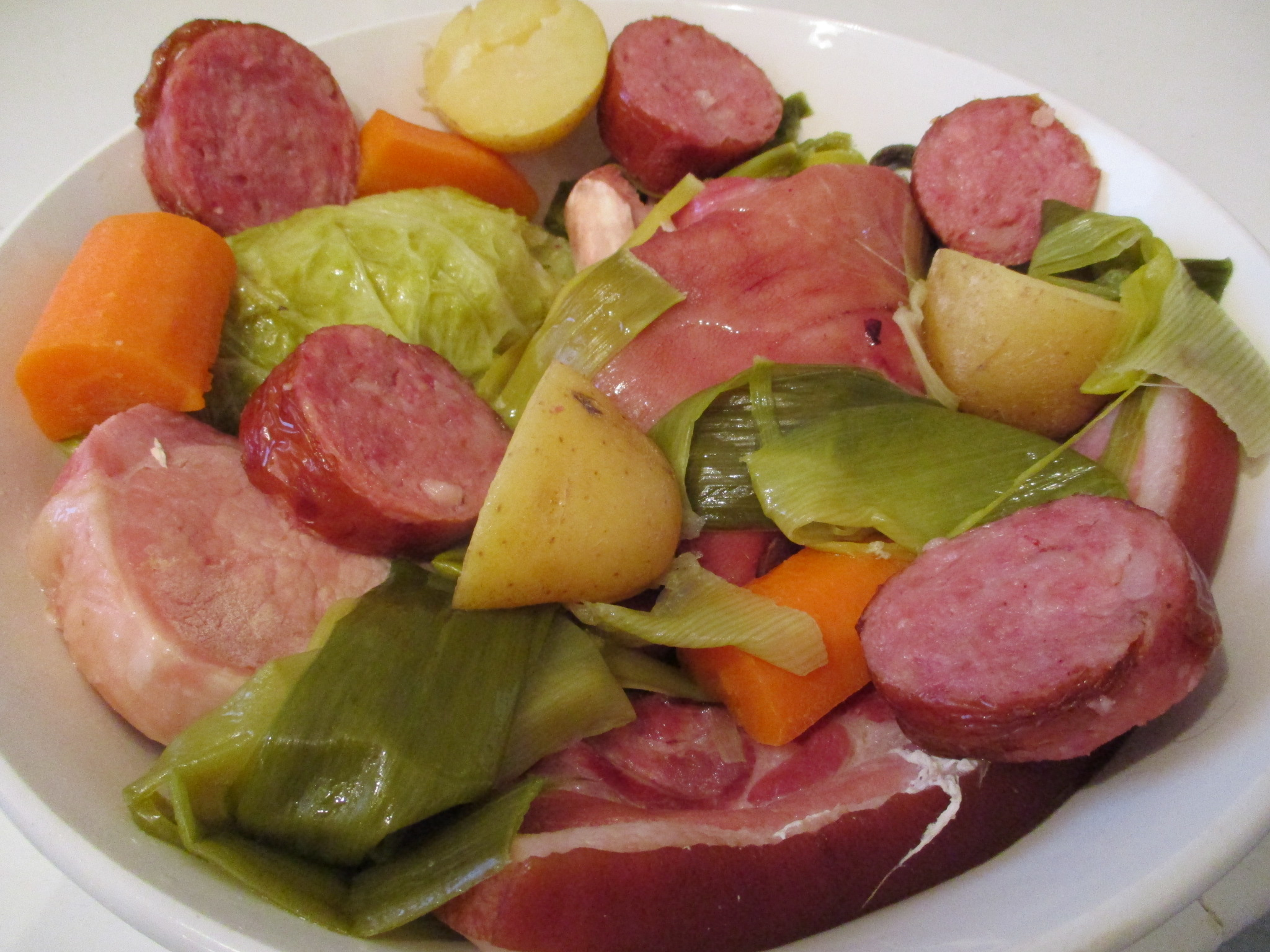
Potée comtoise.
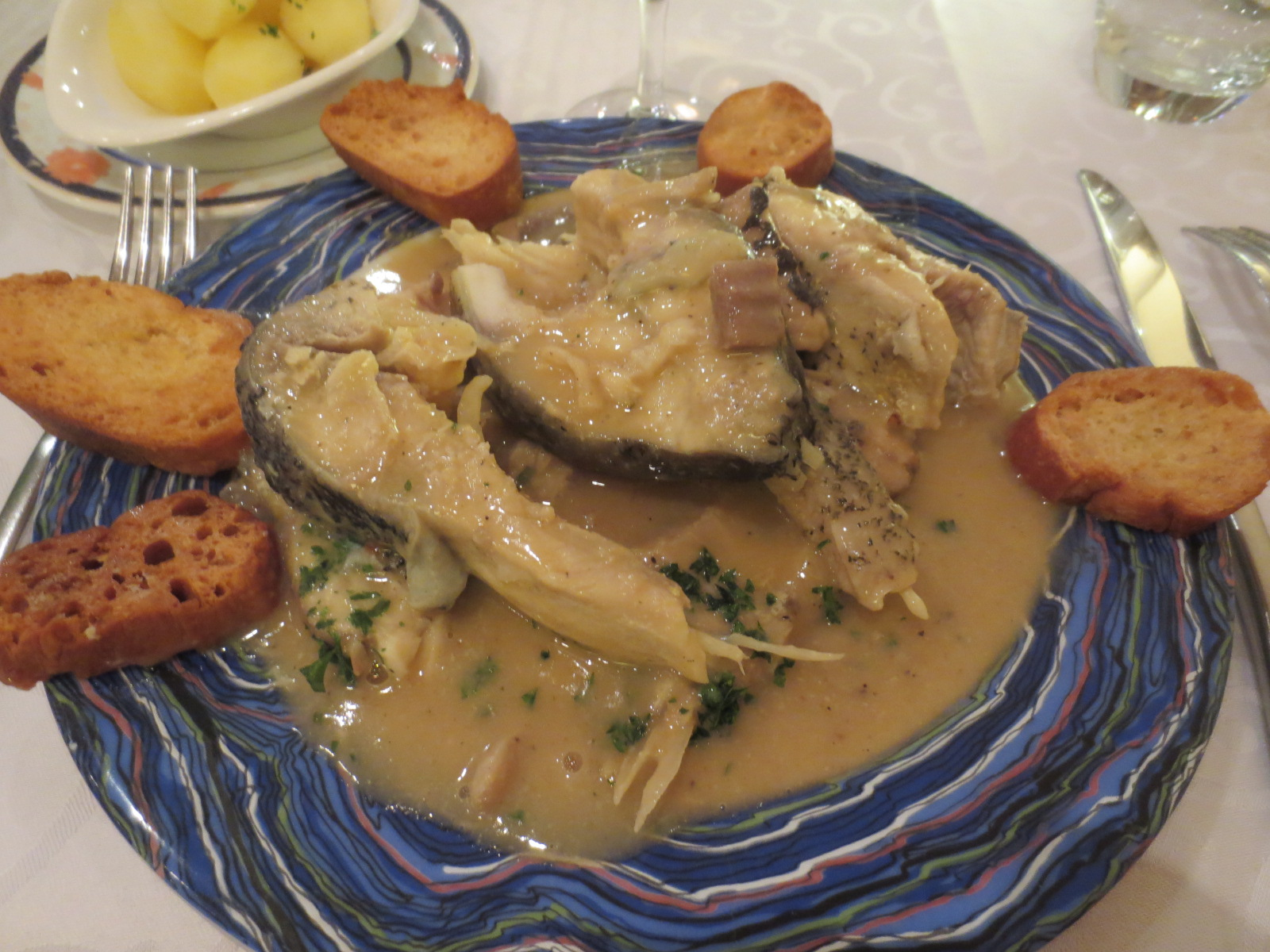
Pôchouse.
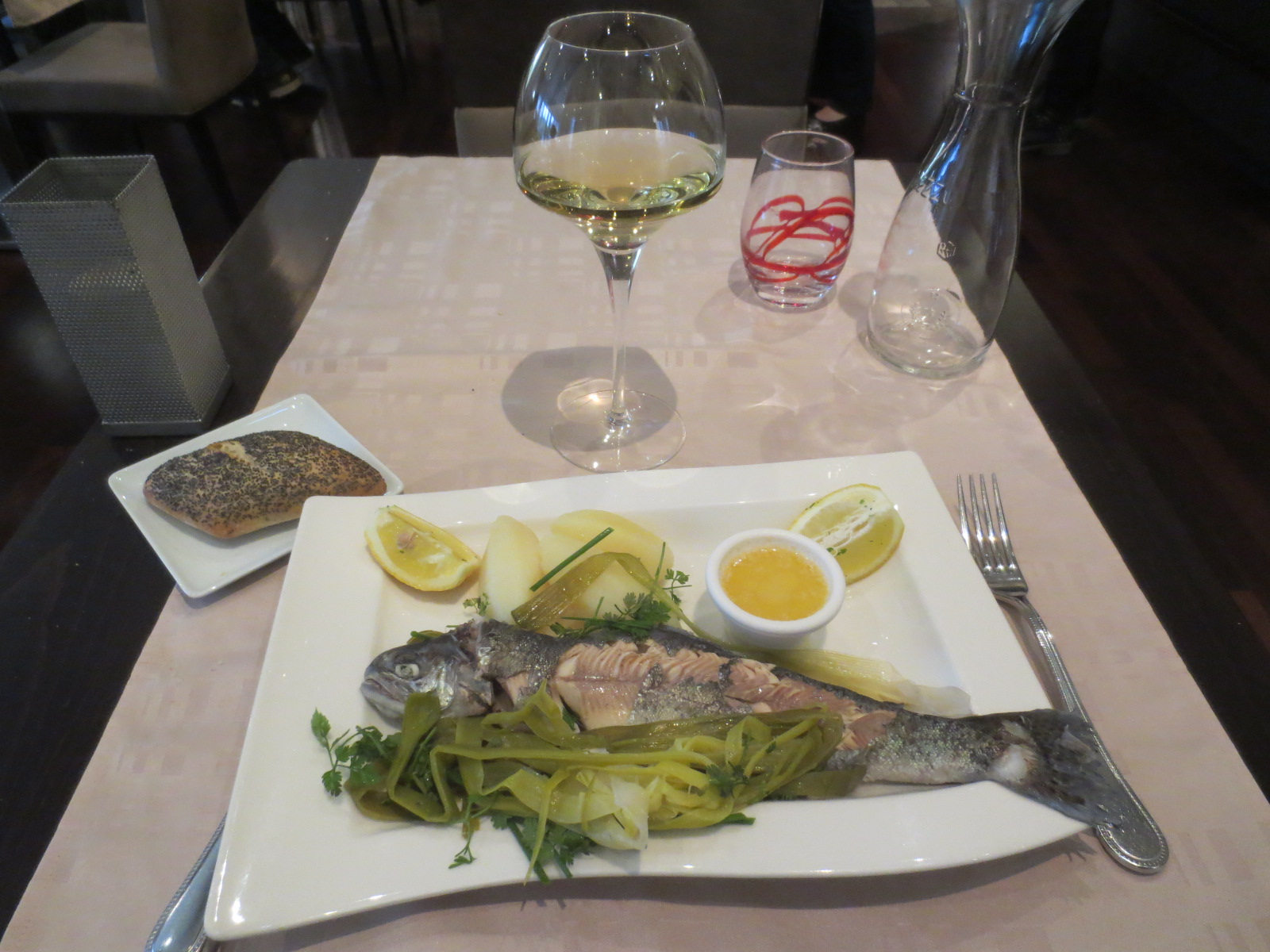
Truite au bleu.
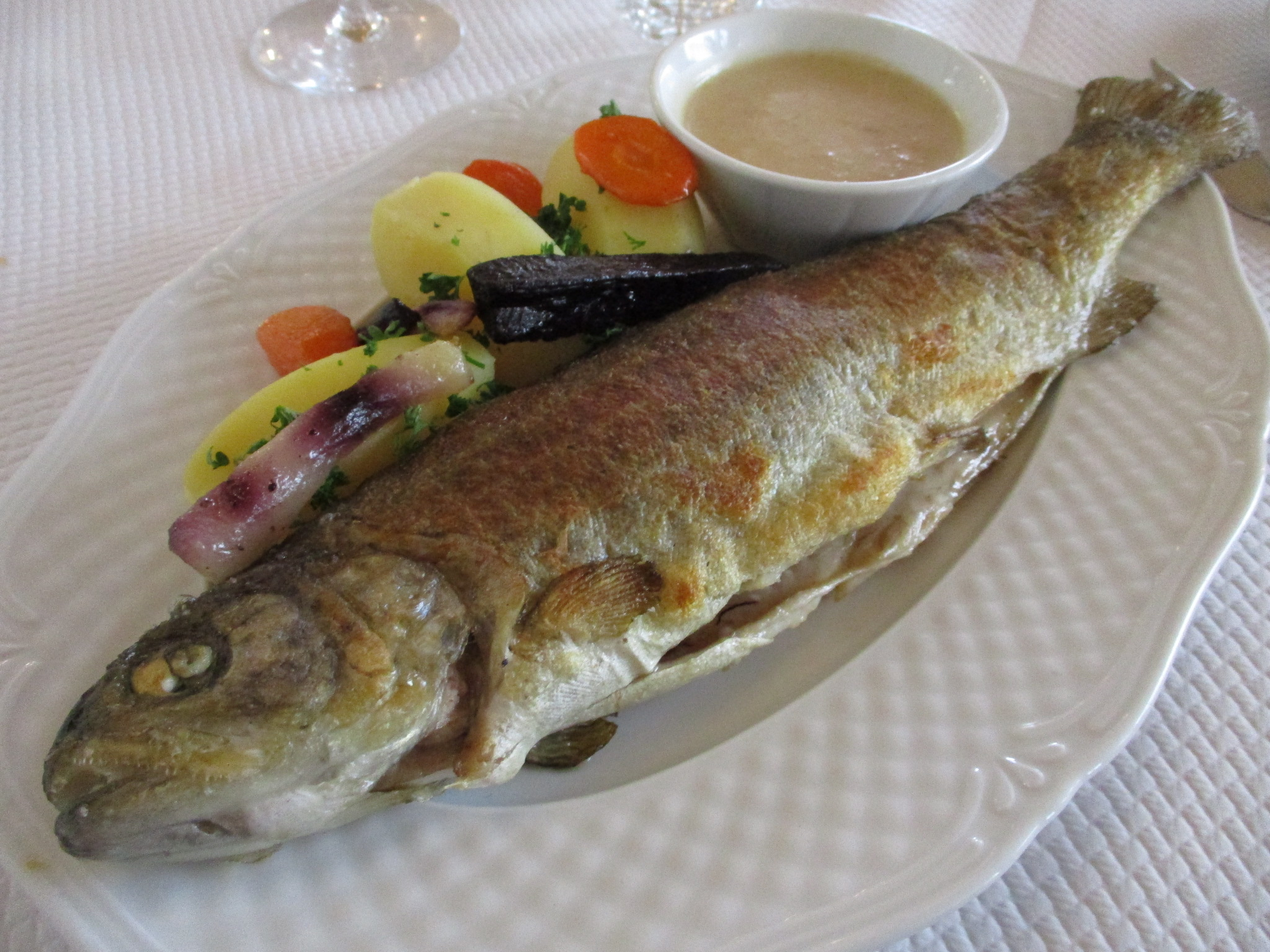
Truite au vin jaune.
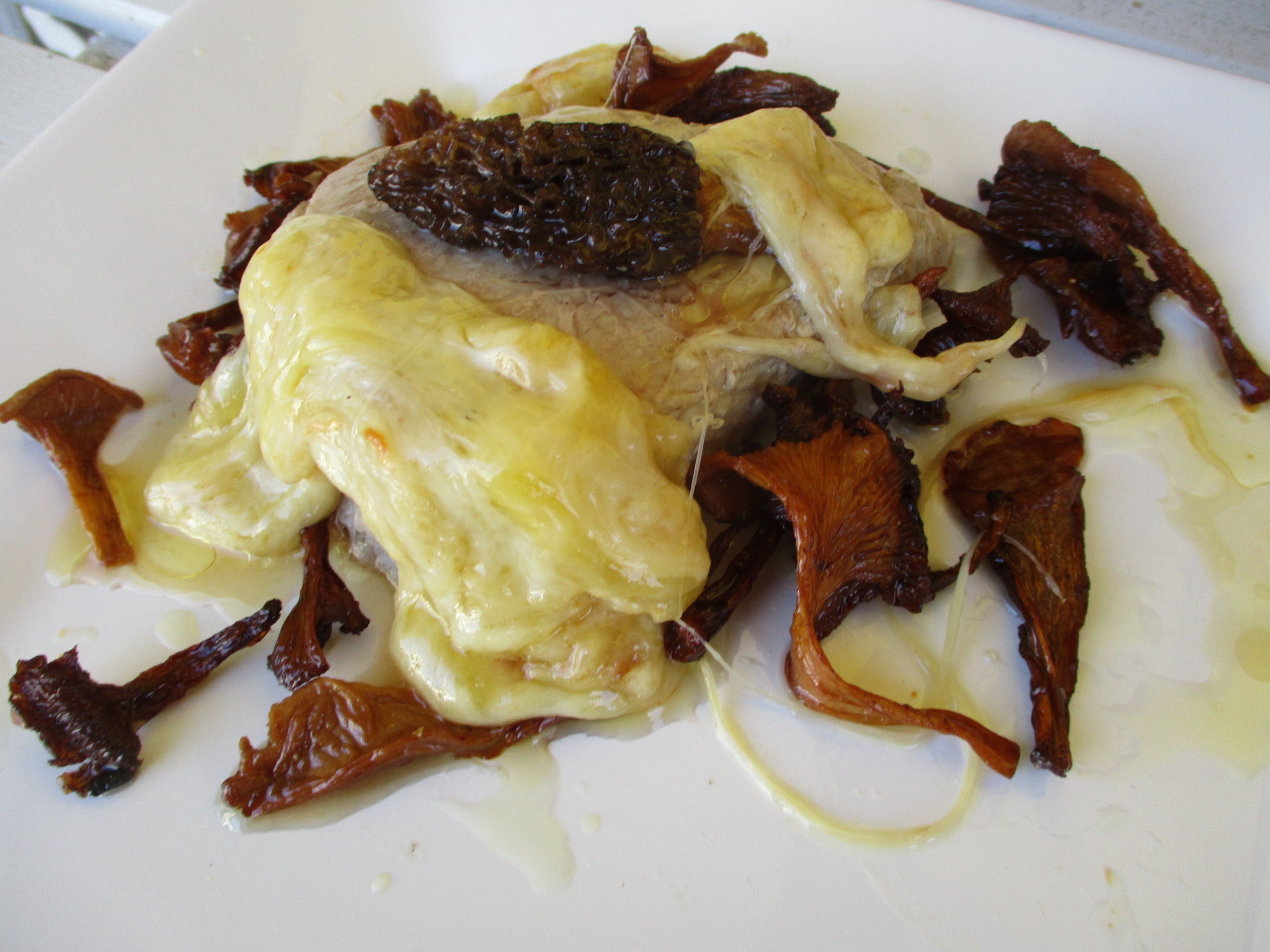
Veau aux girolles ou morilles, et comté.
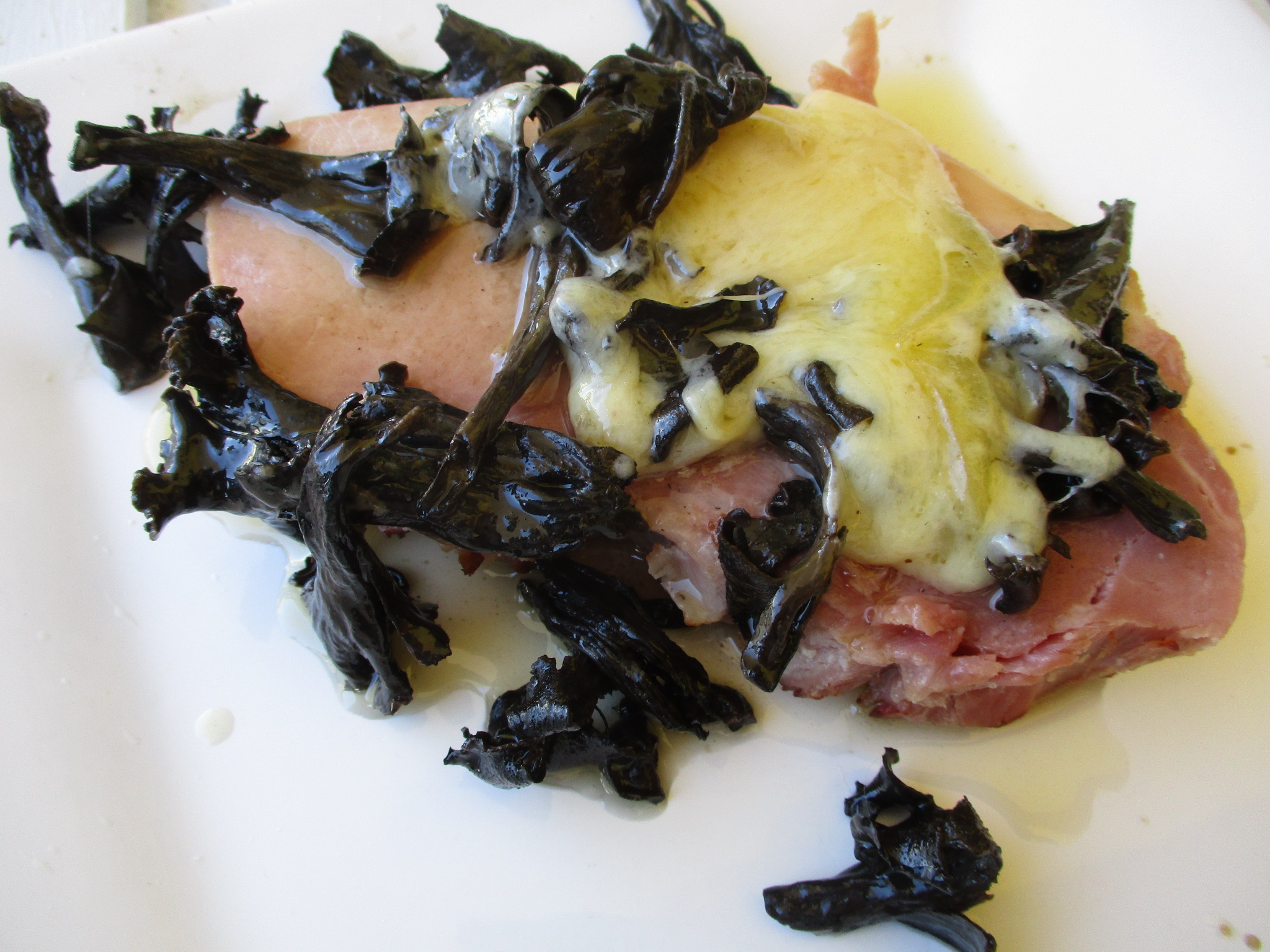
Jambon comtois, trompette de la mort, et comté.
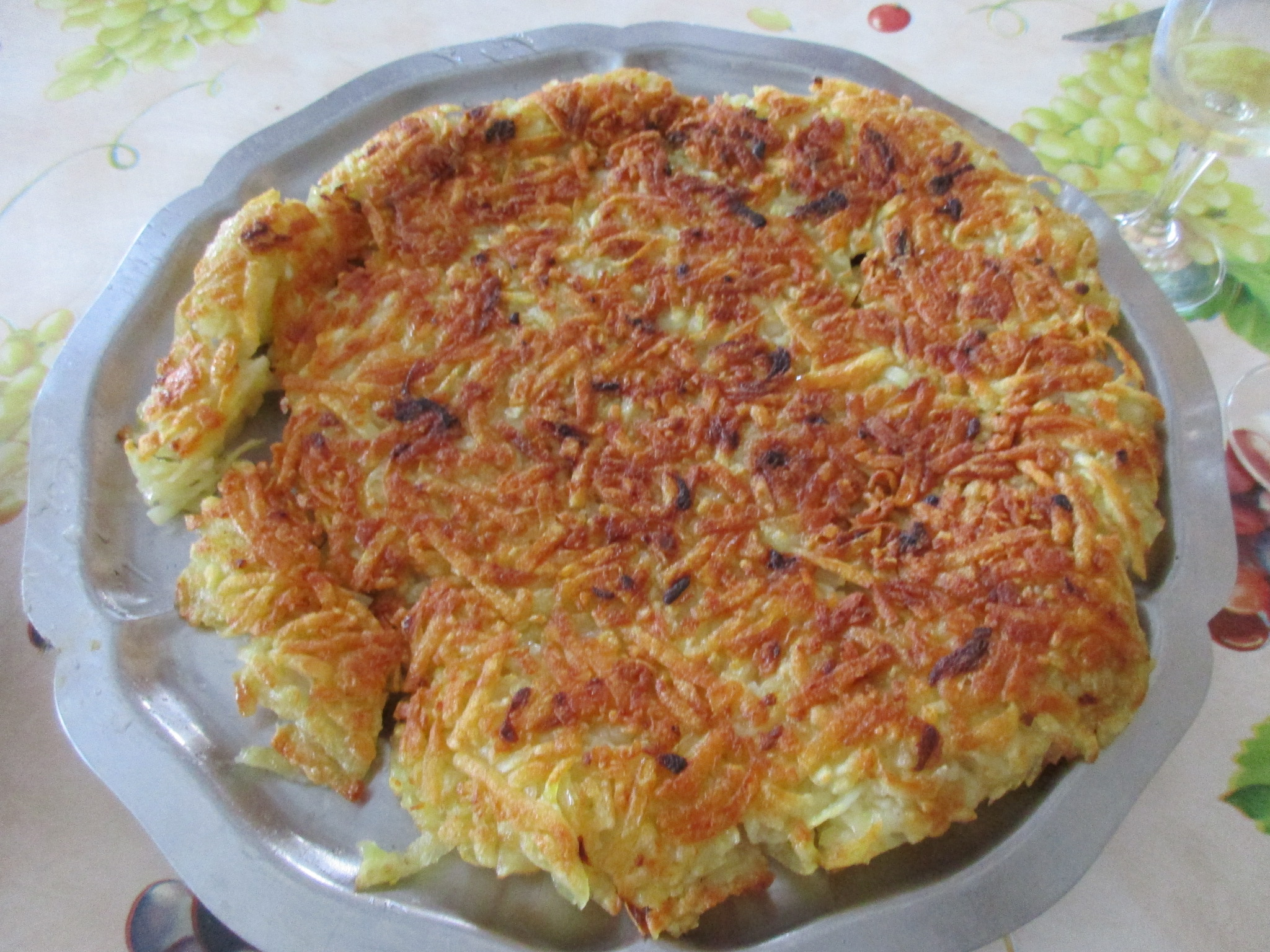
Rösti comtois.
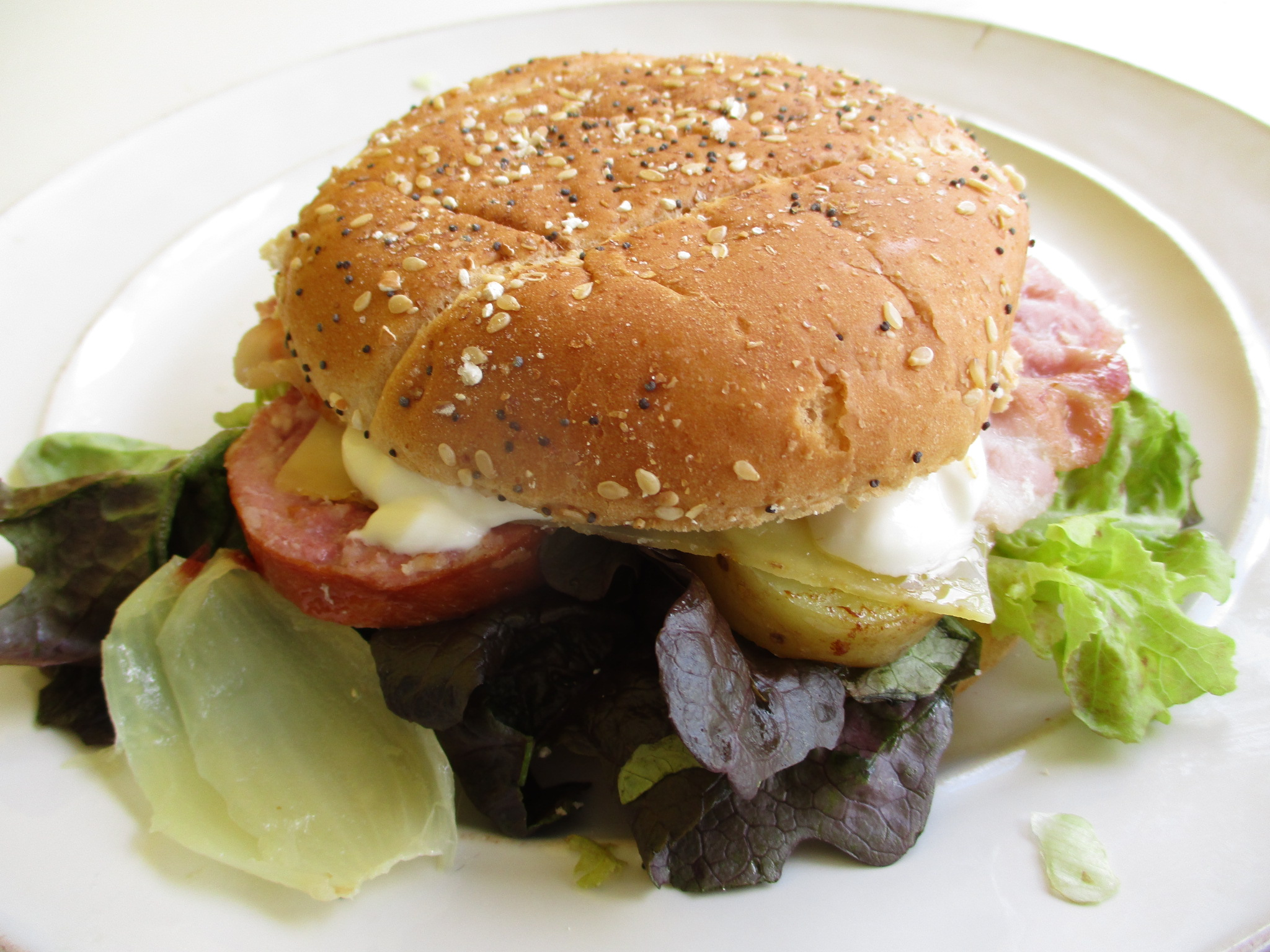
Burger comtois.

## Charcuteries de Franche-Comté
La charcuterie comtoise est issue en particulier de l'industrie de salaison du massif du Jura et de fumage des tuyés du Haut-Doubs.
| - Brési - Gandeuillot | - Jésus de Morteau - Jambon de Luxeuil | - Saucisse de Morteau - Saucisse de Montbéliard |  |

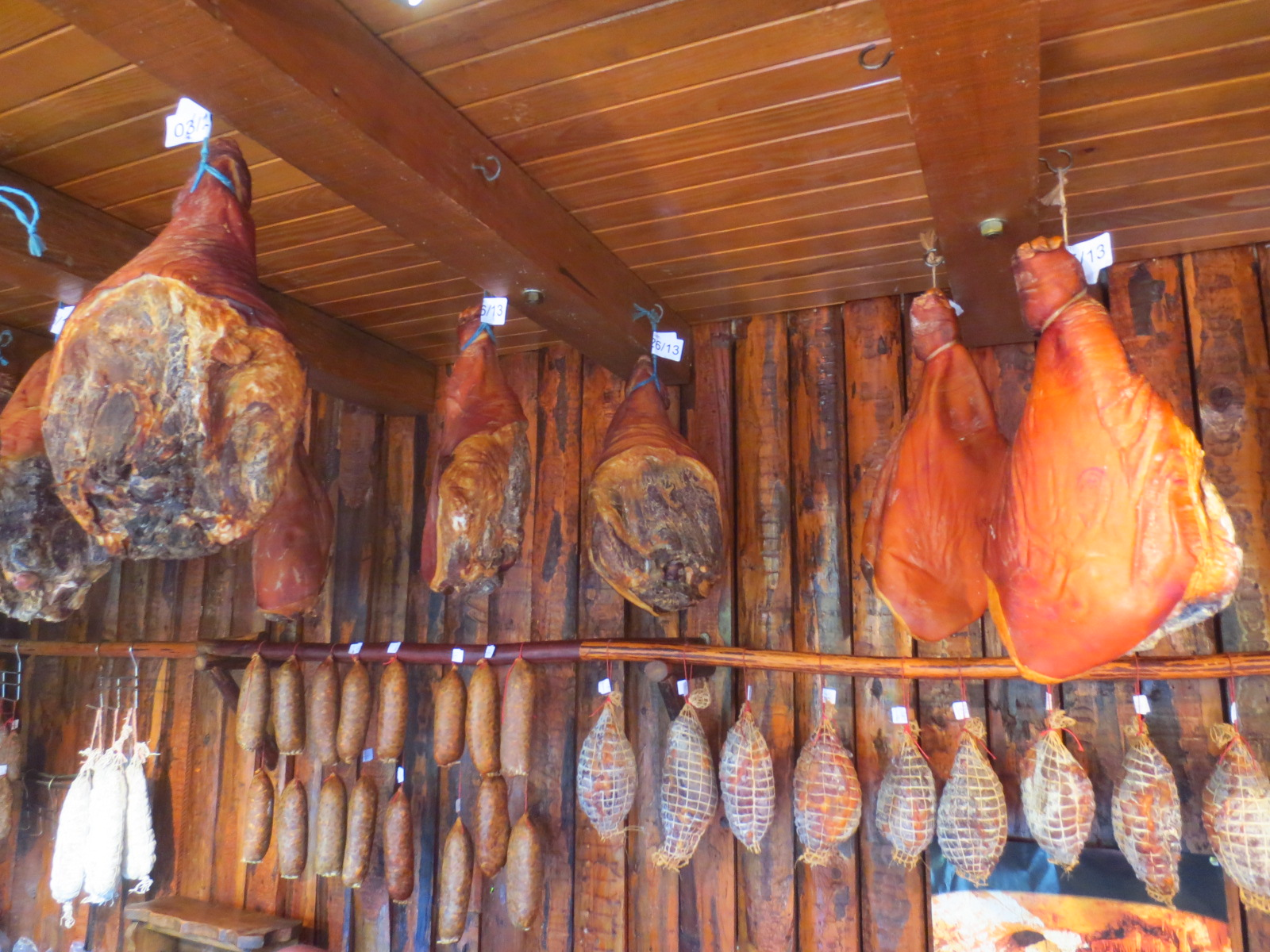
Charcuterie de salaison, saucisse et jambon cru fumé du Haut-Doubs.
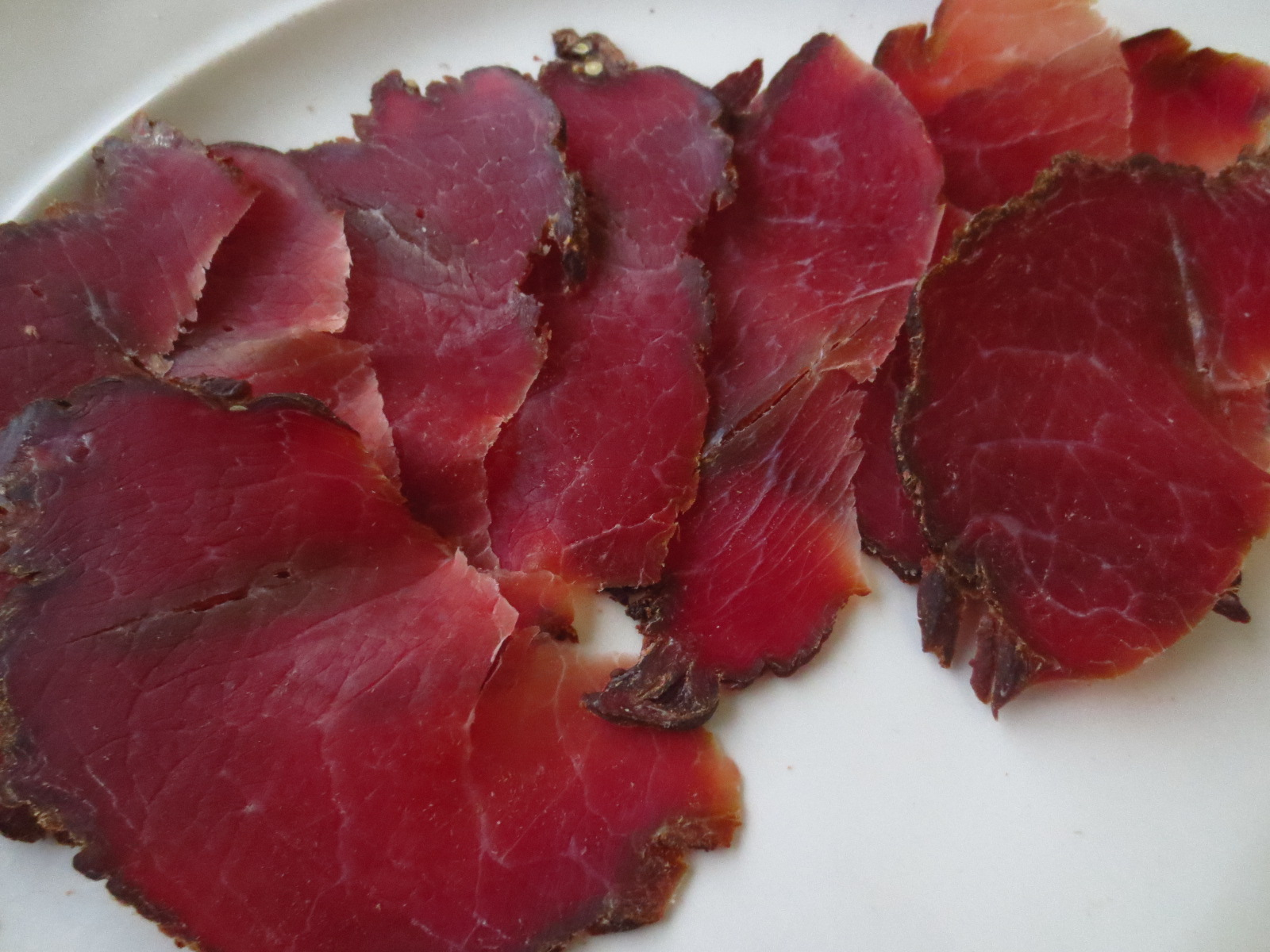
Brési.
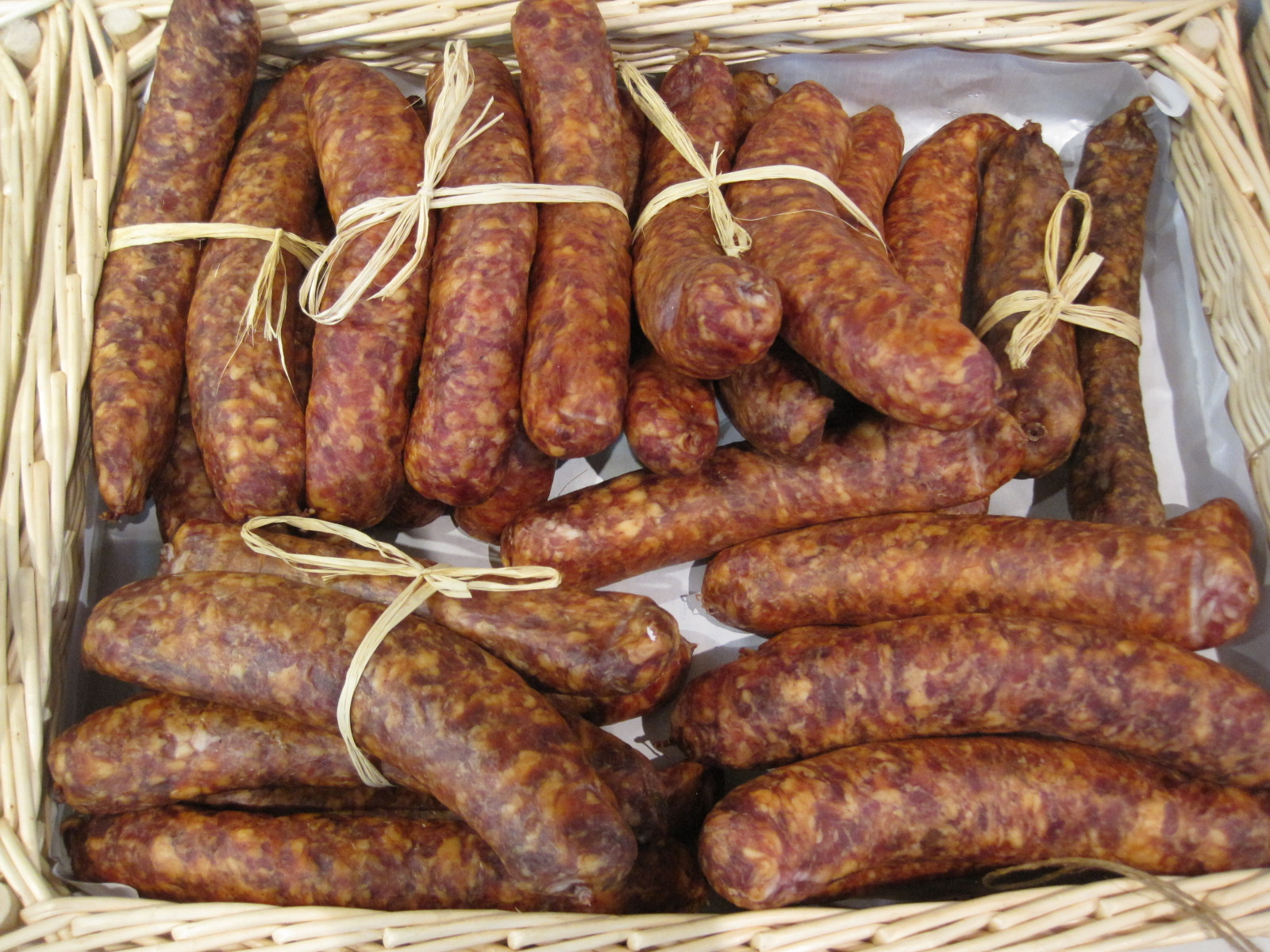
Saucisse de Montbéliard.
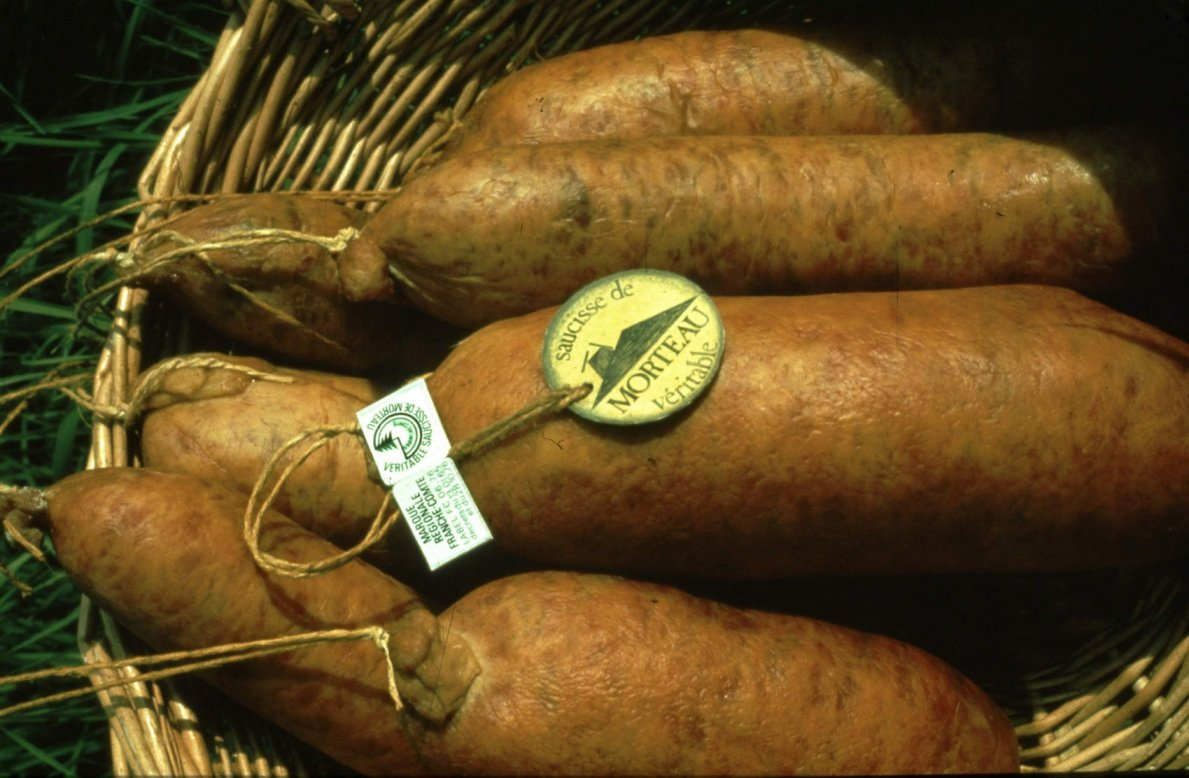
Saucisse de Morteau.
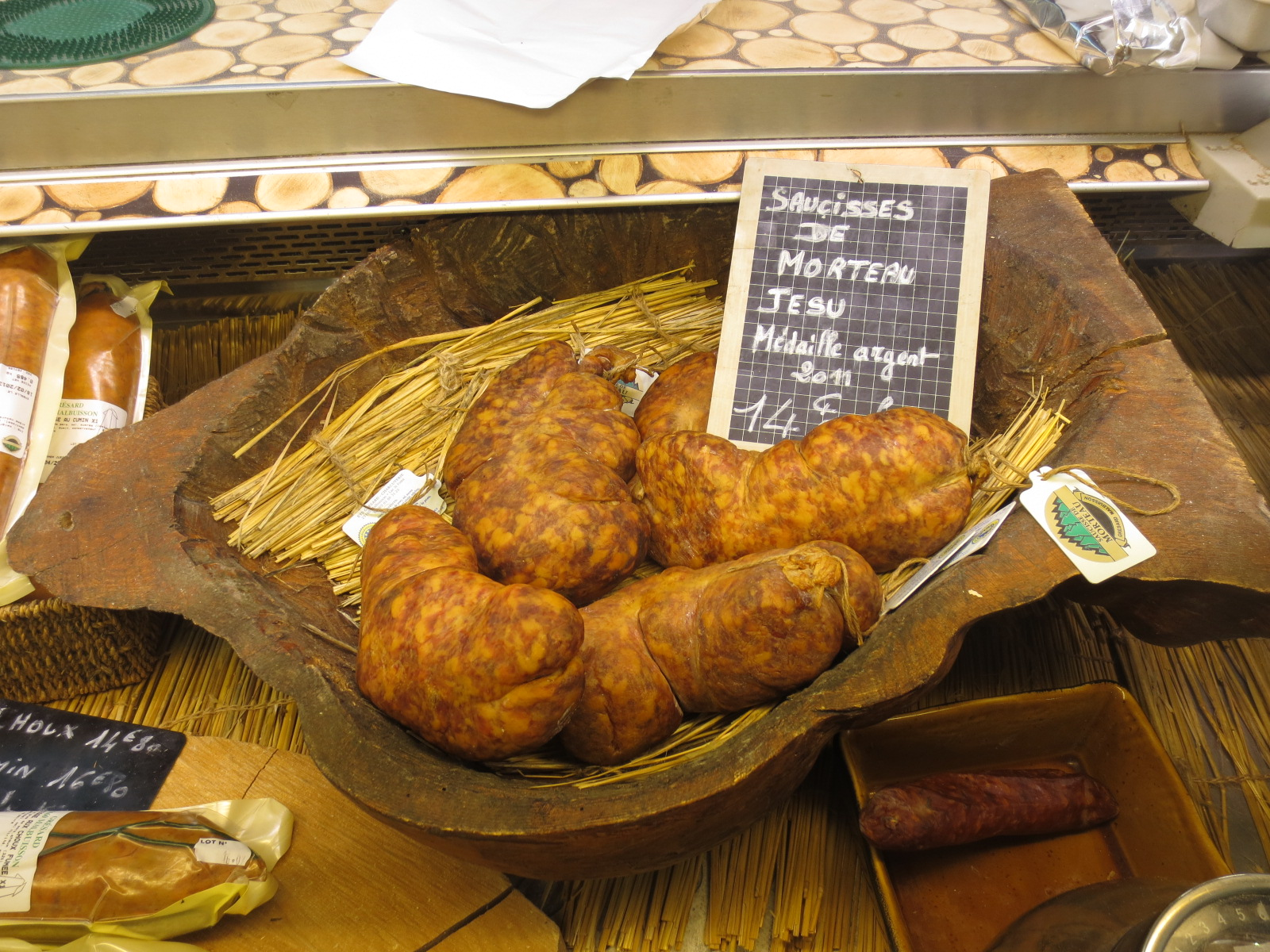
Jésus de Morteau.
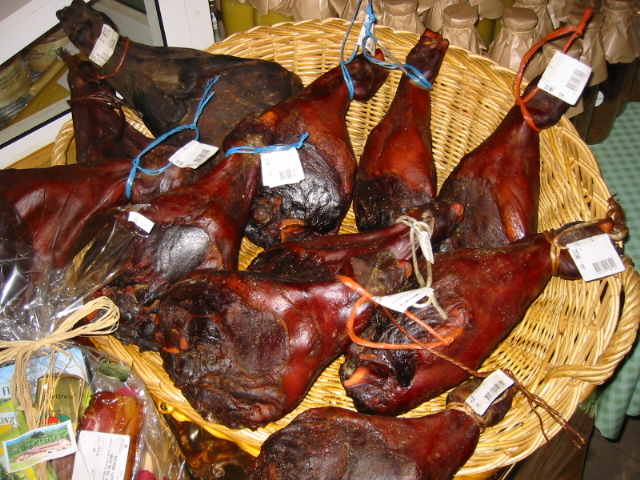
Jambon de Luxeuil.

Et les célèbres Rillettes Comtoises, spécialité Haut-Saonoise à base de viande fumée de porcs franc-comtois.

## Fromages franc-comtois

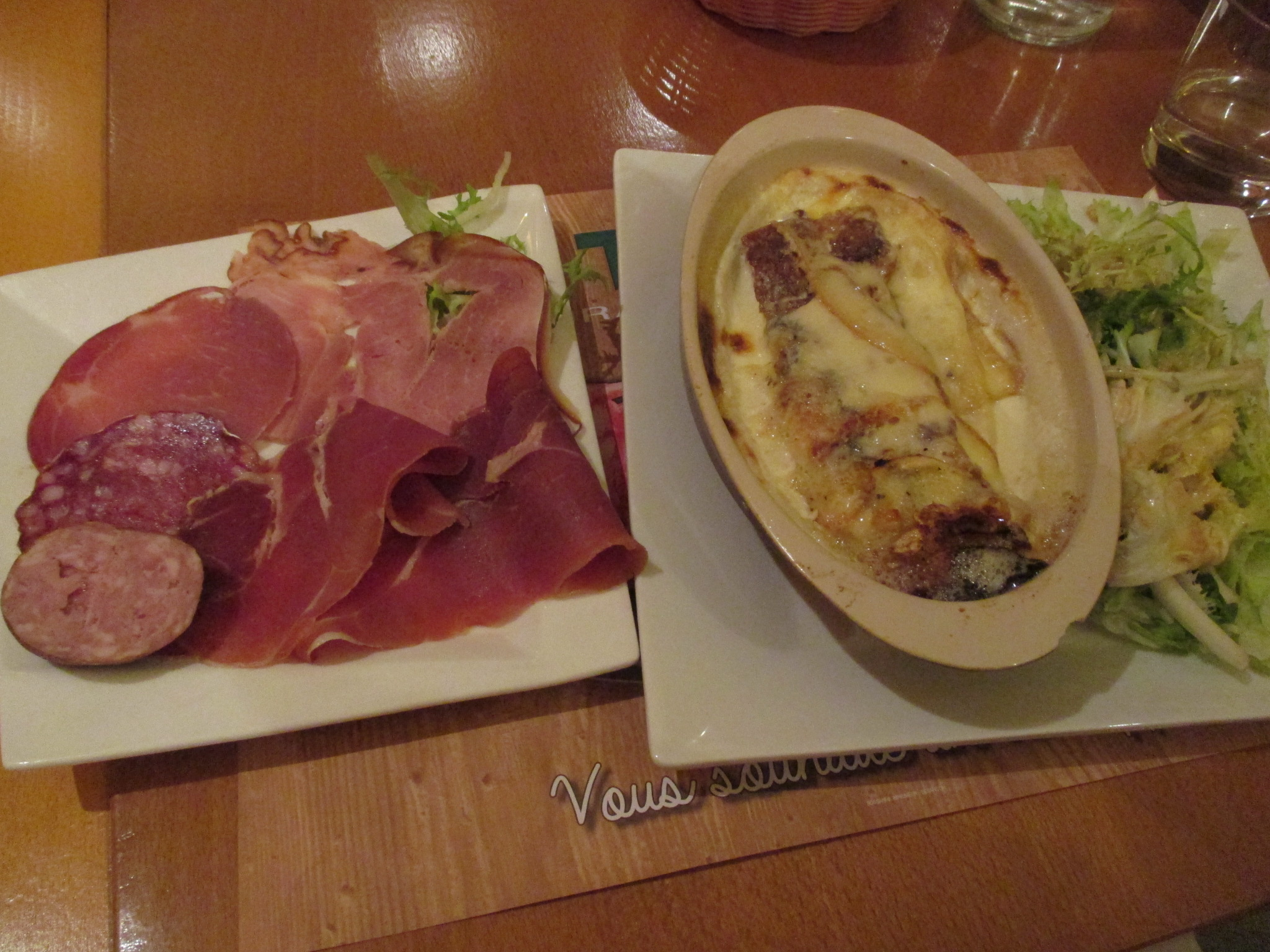
Morbiflette (tartiflette au Morbier).
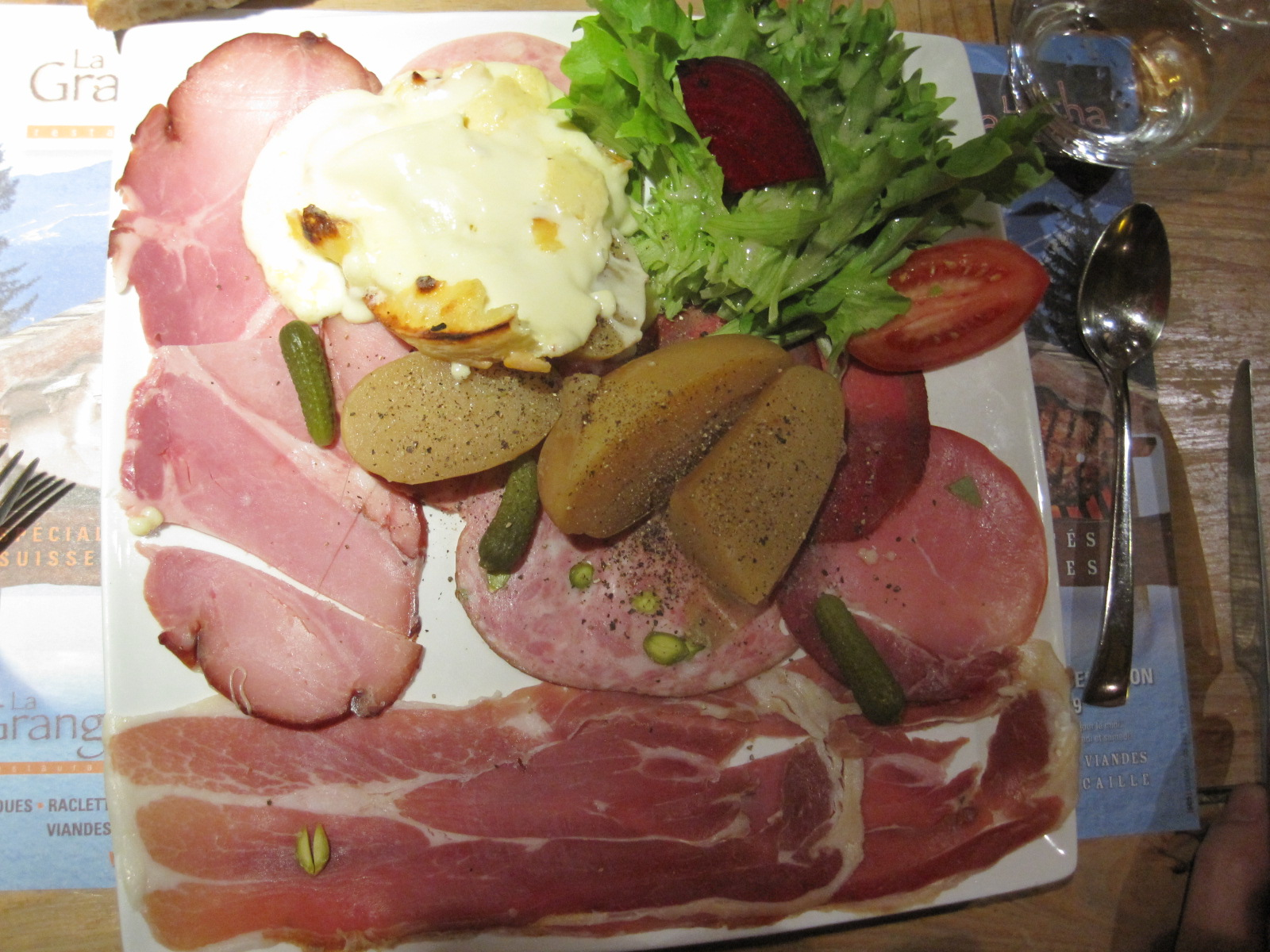
Raclette comtoise.
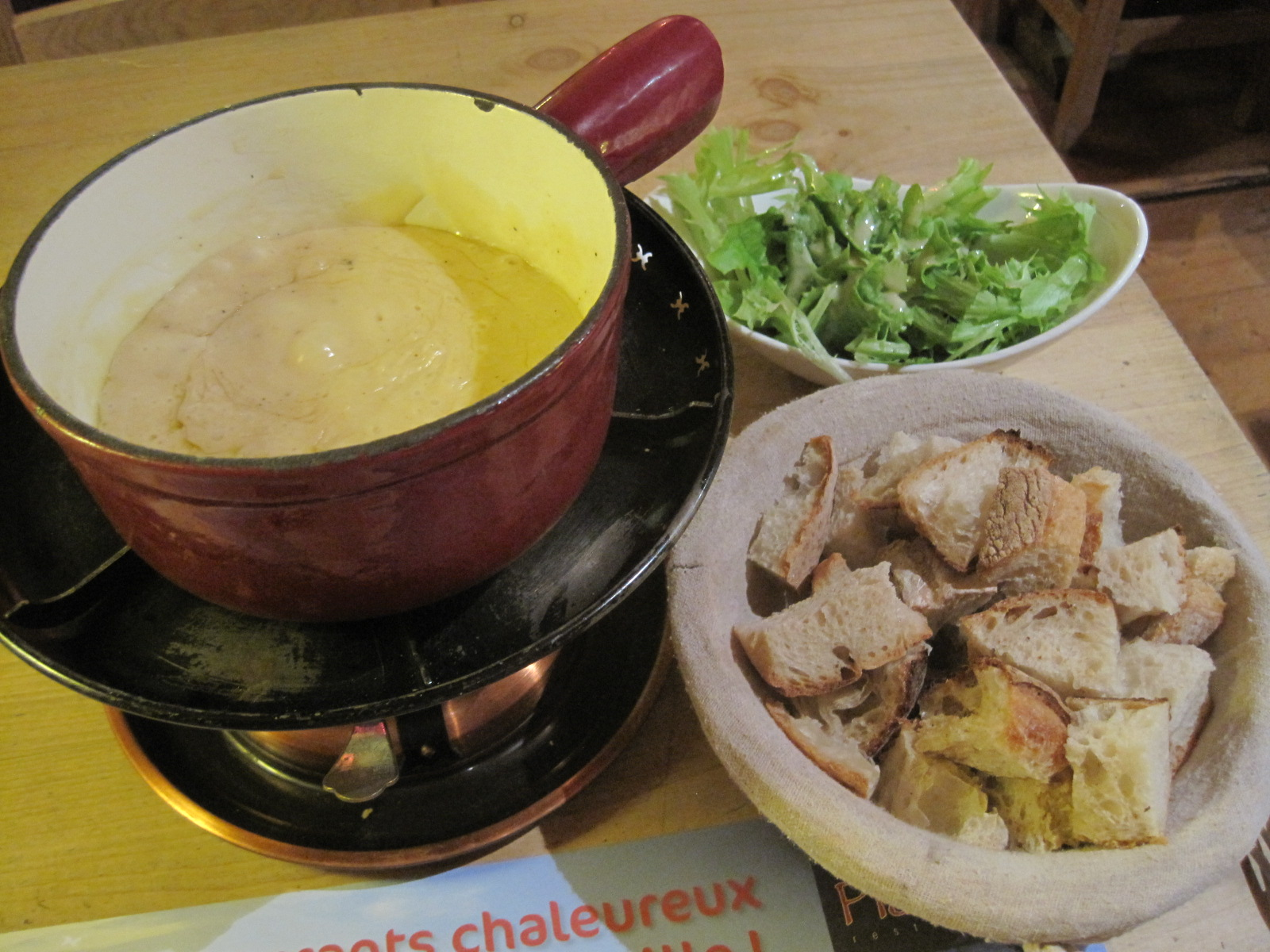
Fondue jurassienne au comté et aux morilles.
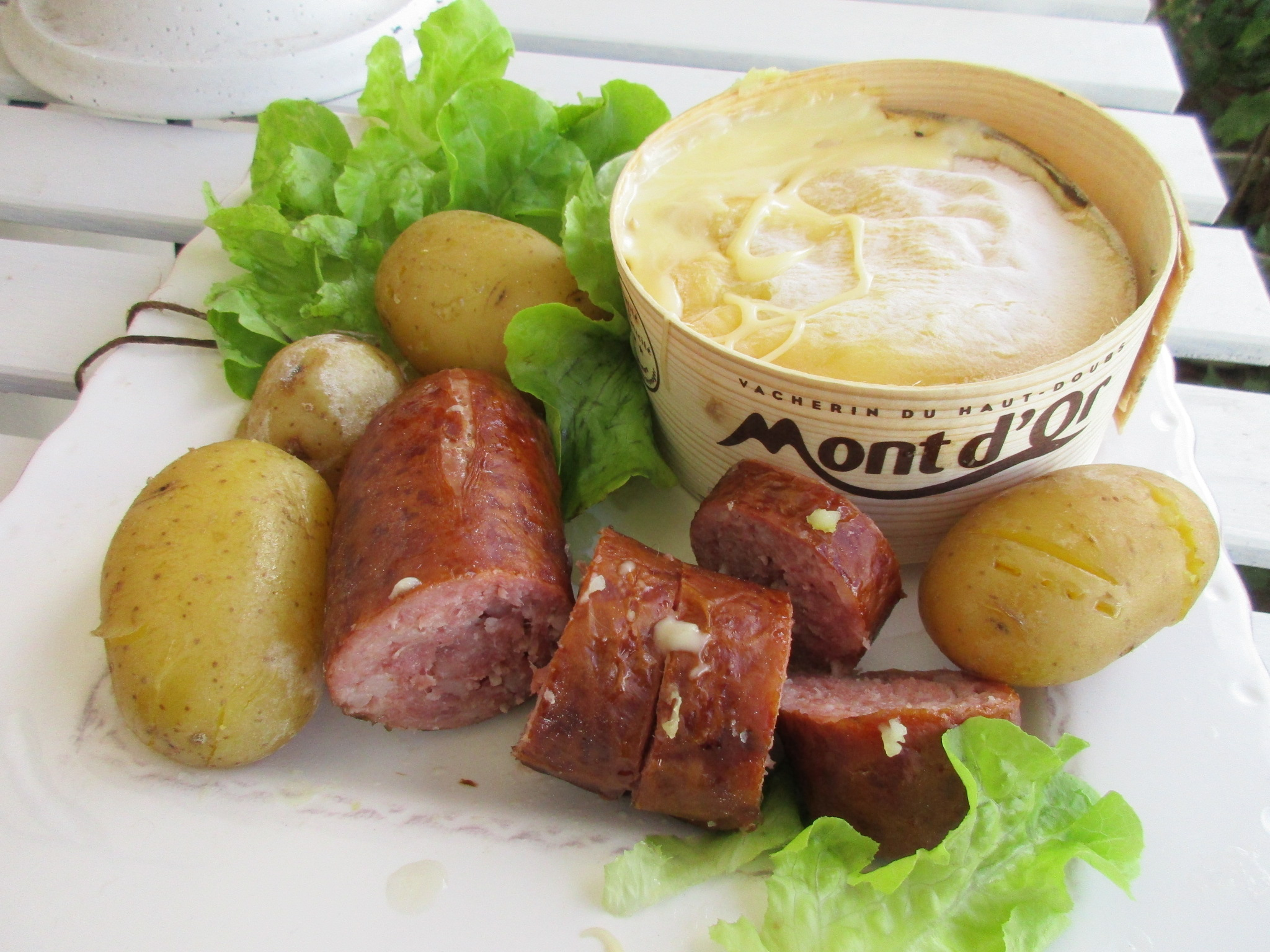
Mont d'Or chaud.
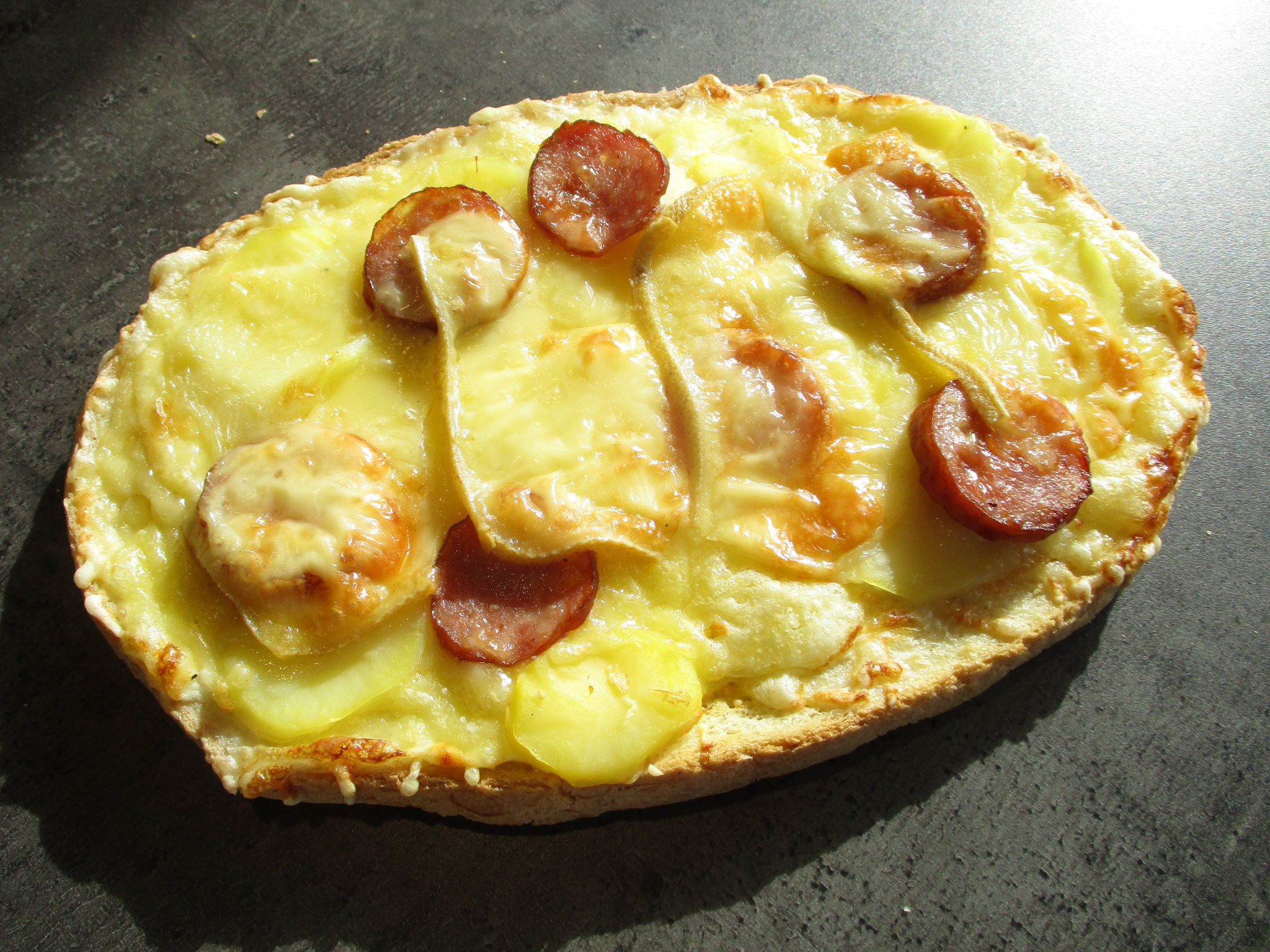
Tartines comtoises.

| - Comté - Metton - Cancoillotte | - Morbier - Raclette - Mont-d'or | - Morbiflette - Tarte au comté - La vache qui rit | - Mamirolle - Bleu de Gex - Édel de Cléron | - Munster - Gruyère franc-comtois |

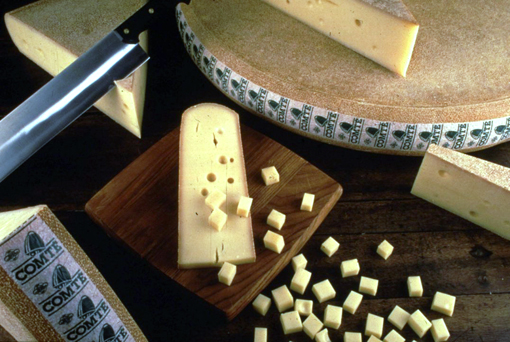
Comté.
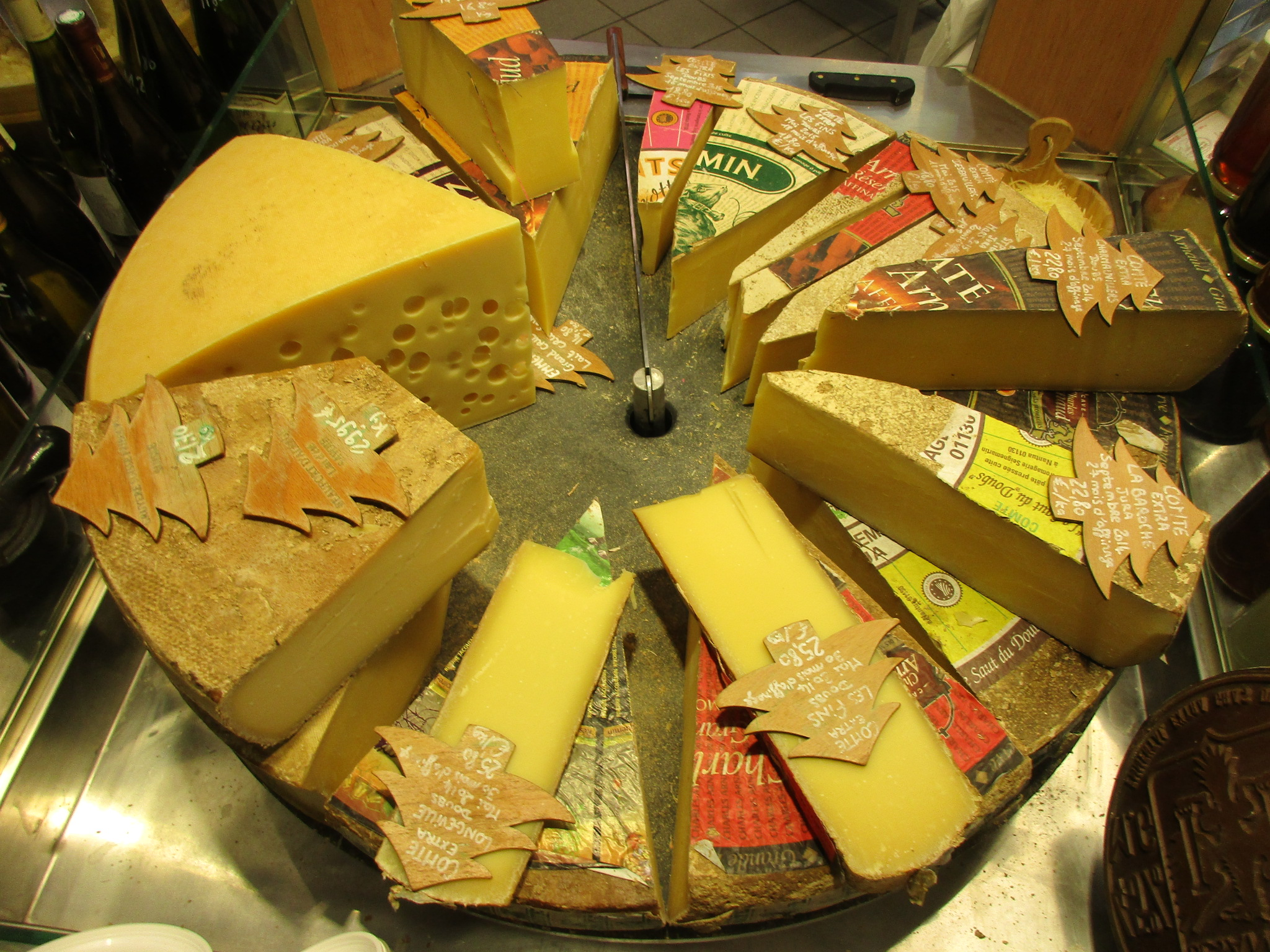
Choix de divers comtés du commerce.
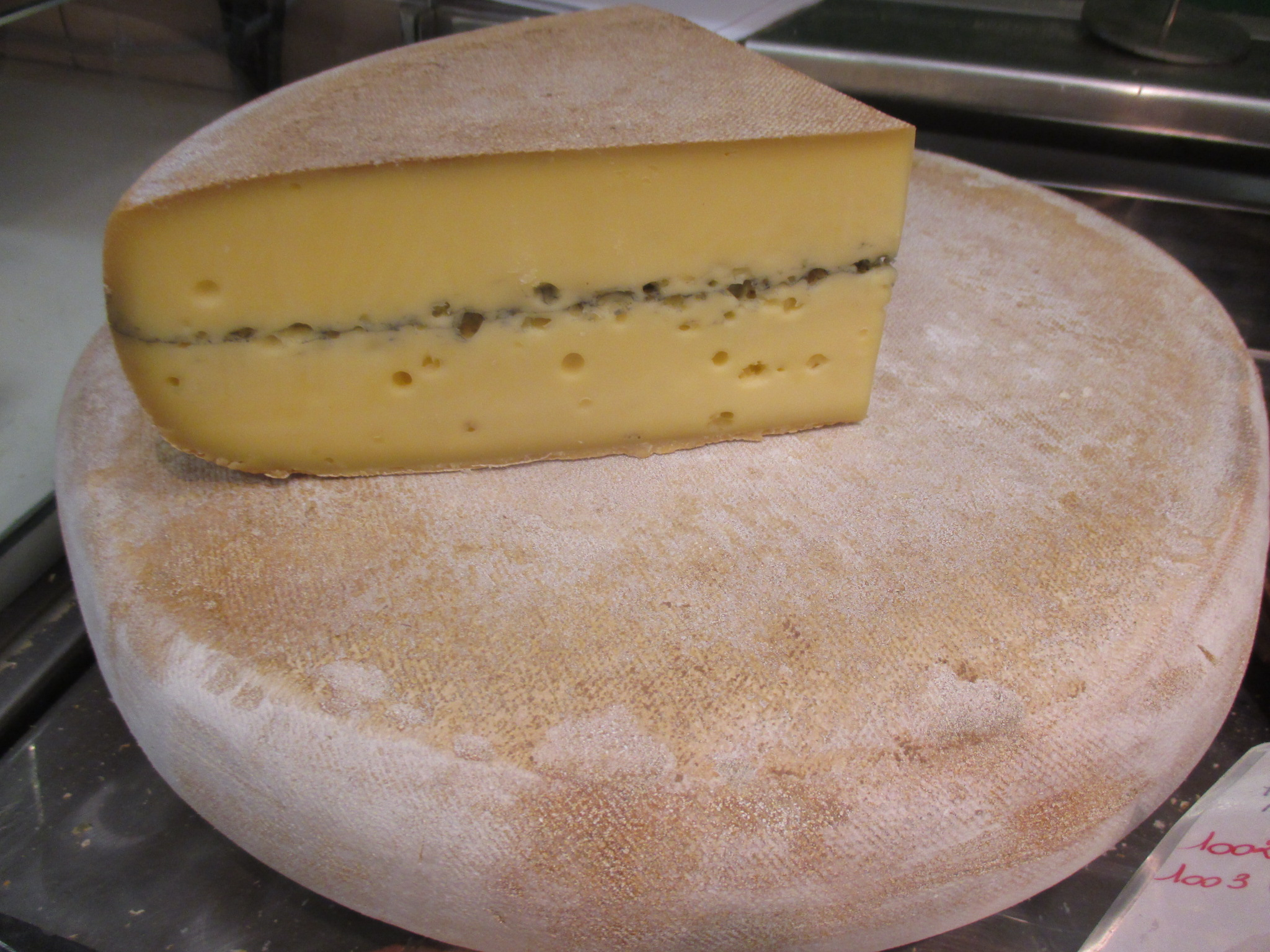
Morbier.
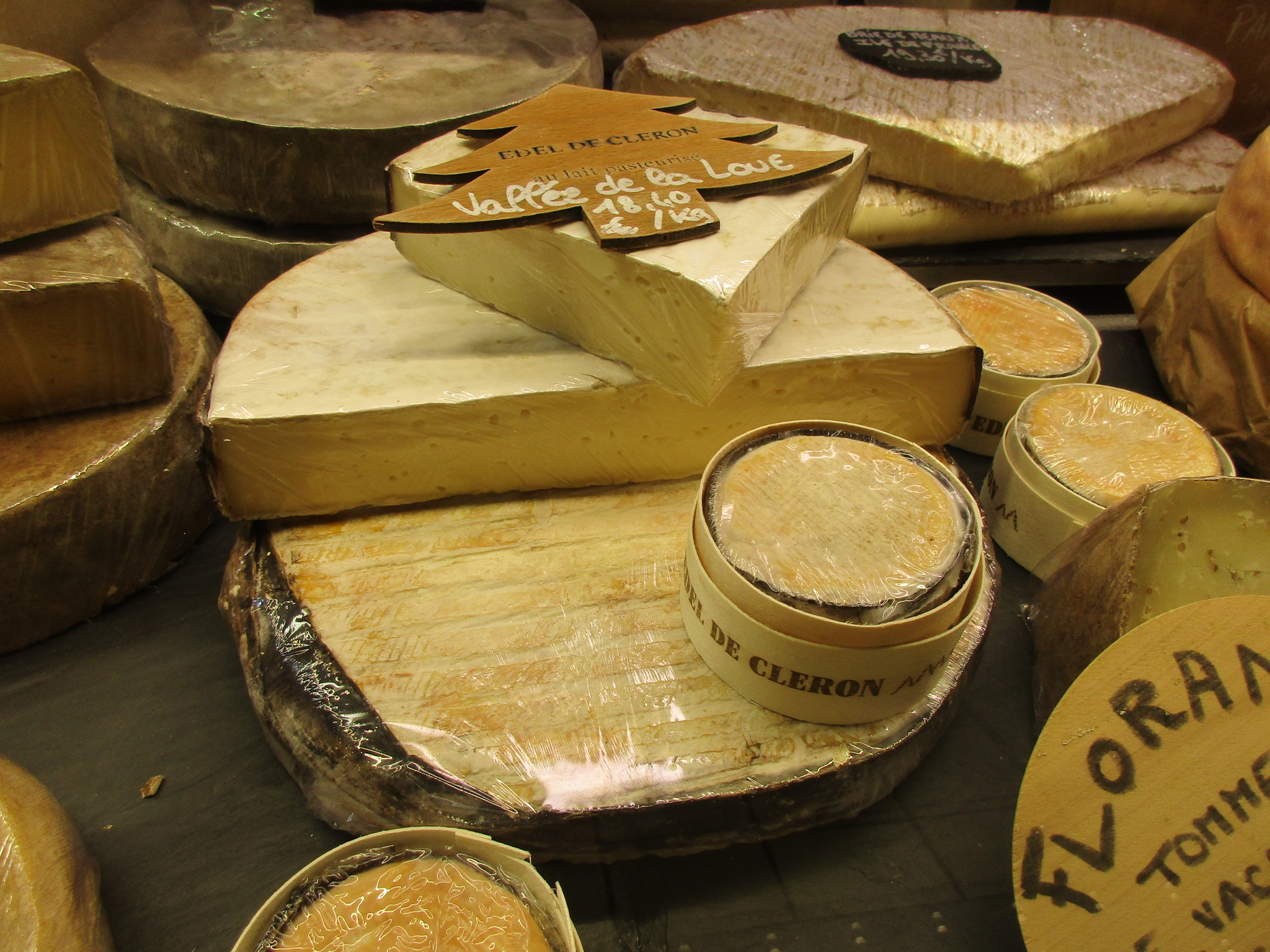
Édel de Cléron.
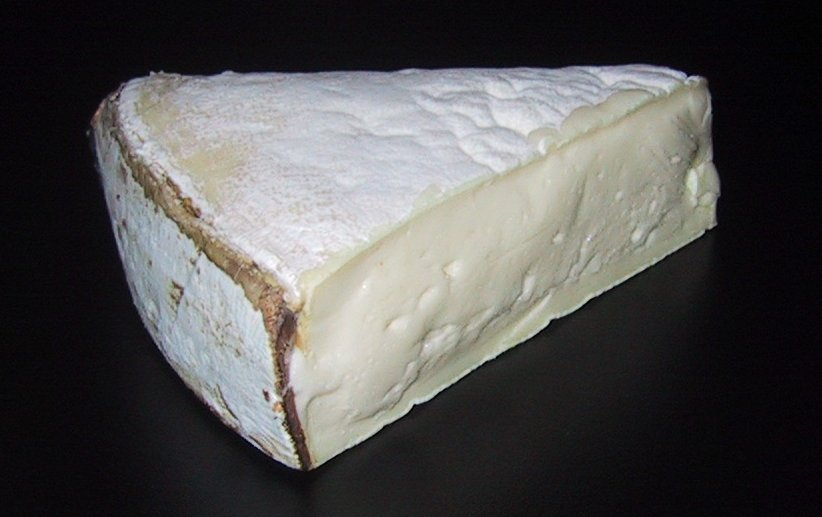
Mont-d'or.
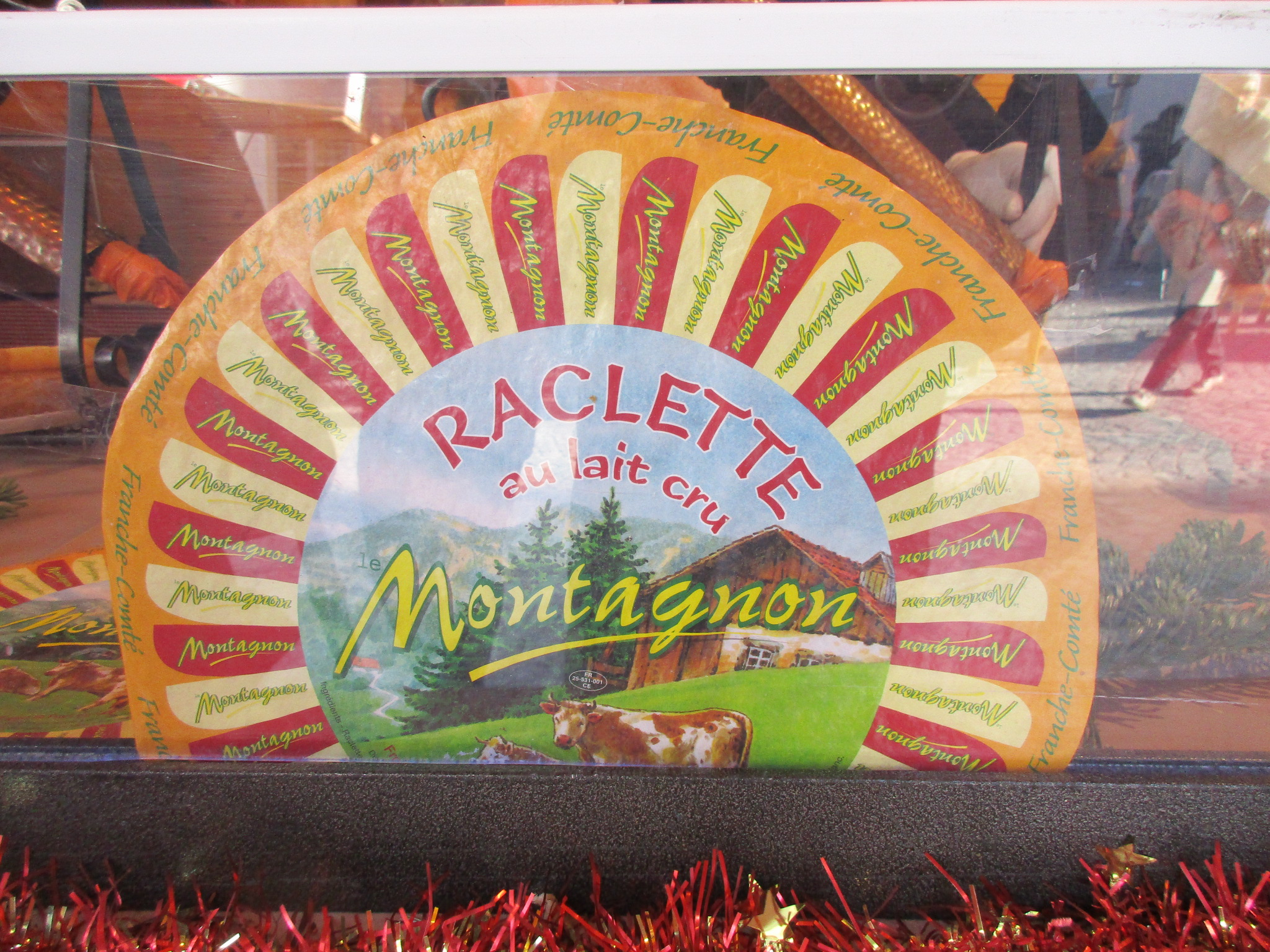
Raclette comtoise.
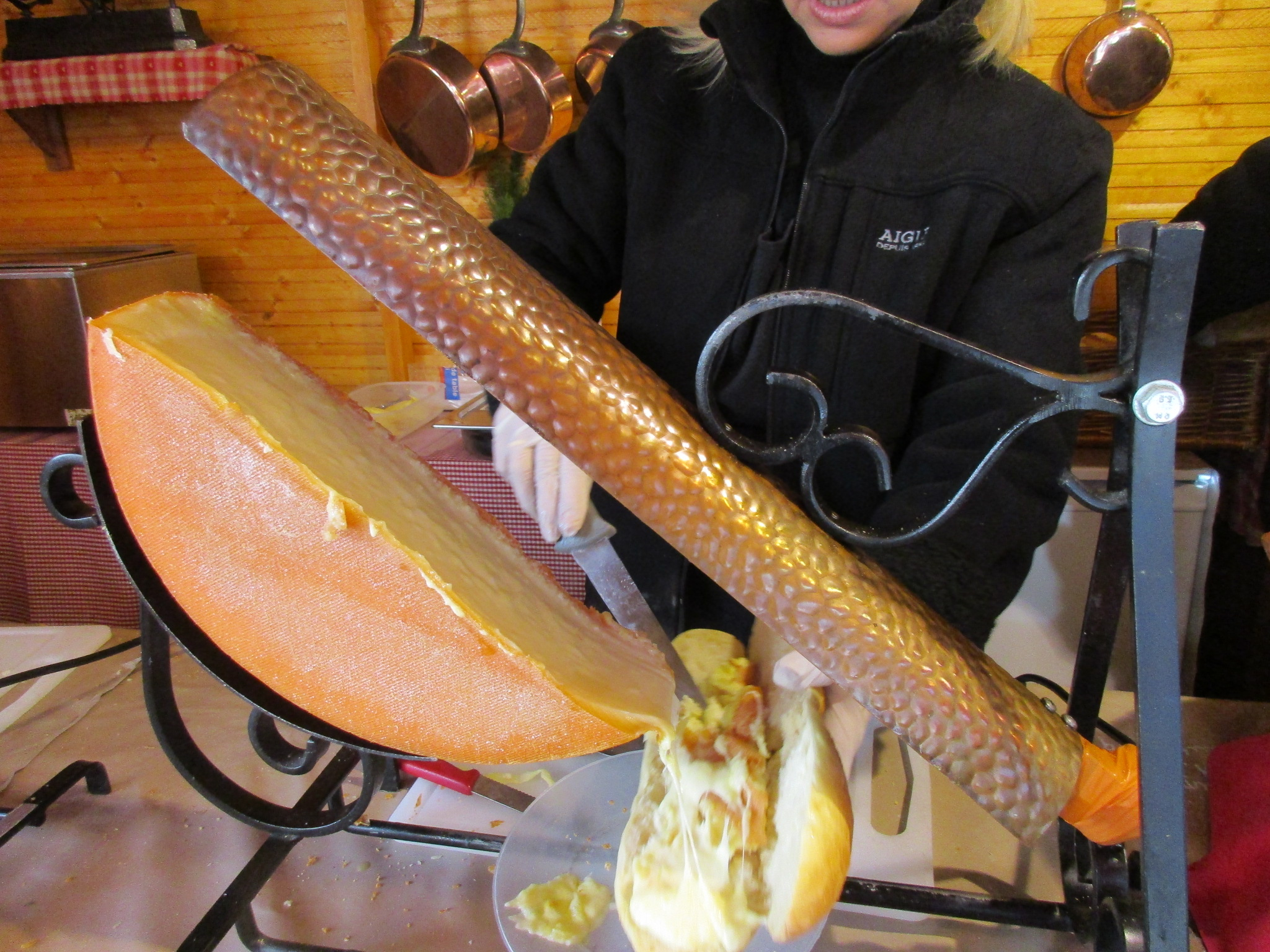
Raclette comtoise.
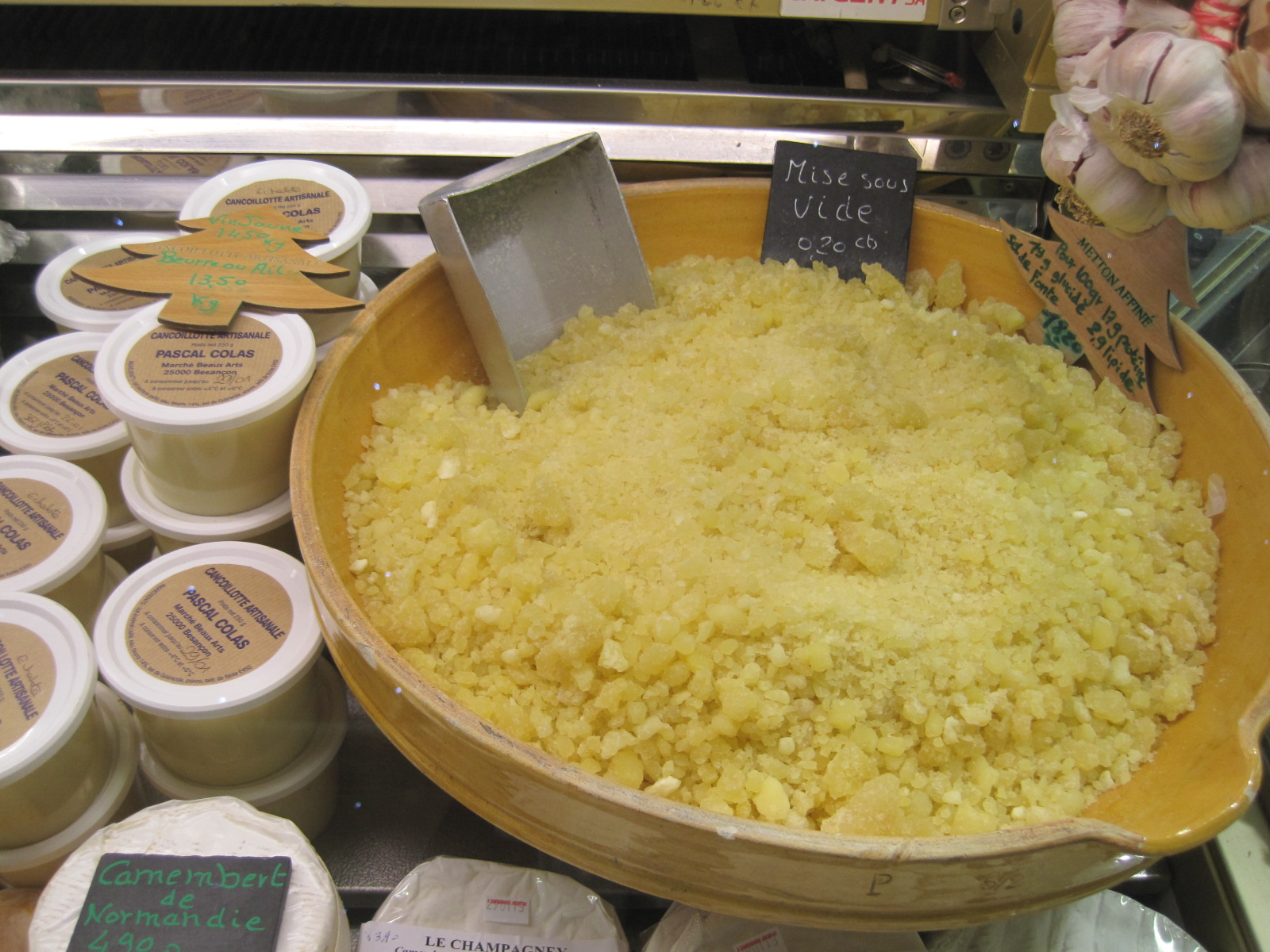
Cancoillotte et metton.
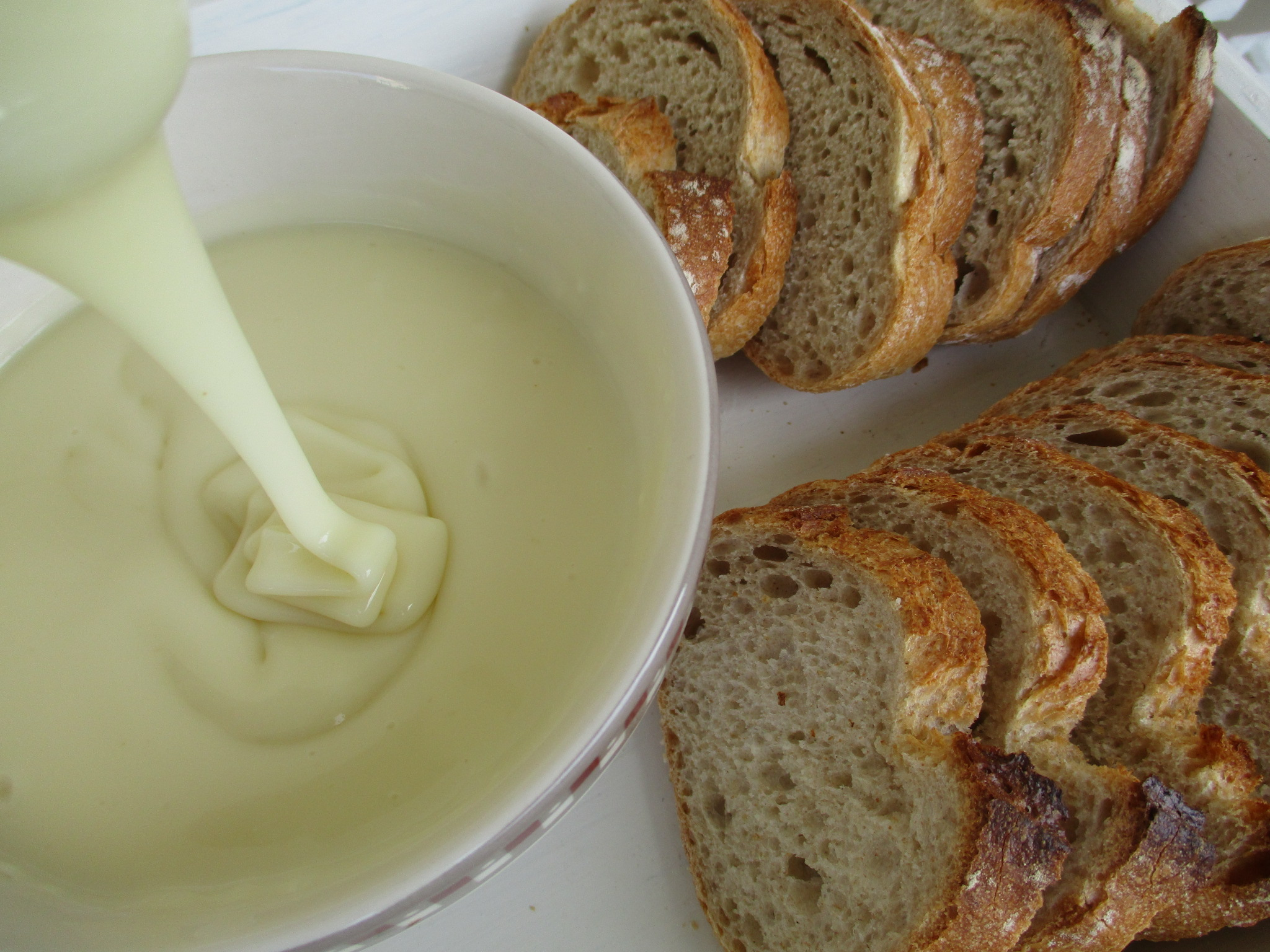
Cancoillotte.
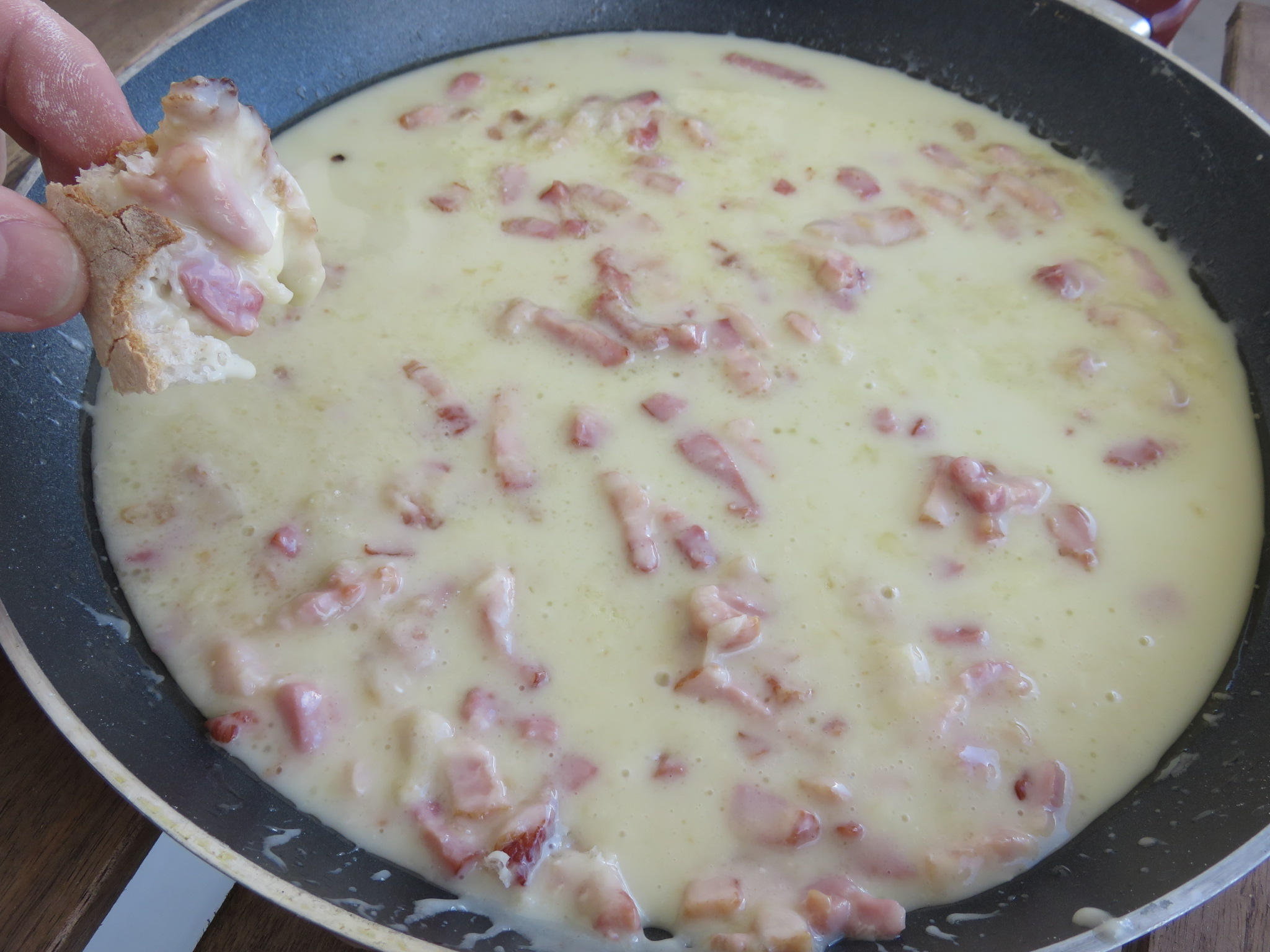
Cancoillotte fondue aux lardons.

## Desserts et pâtisseries de Franche-Comté
| - Griottines - Téméraire - Galette comtoise | - Clafoutis - Gâteau de ménage - Biscuit de Montbozon | - Gaudes - Chocolats Klaus - Sèches |  |

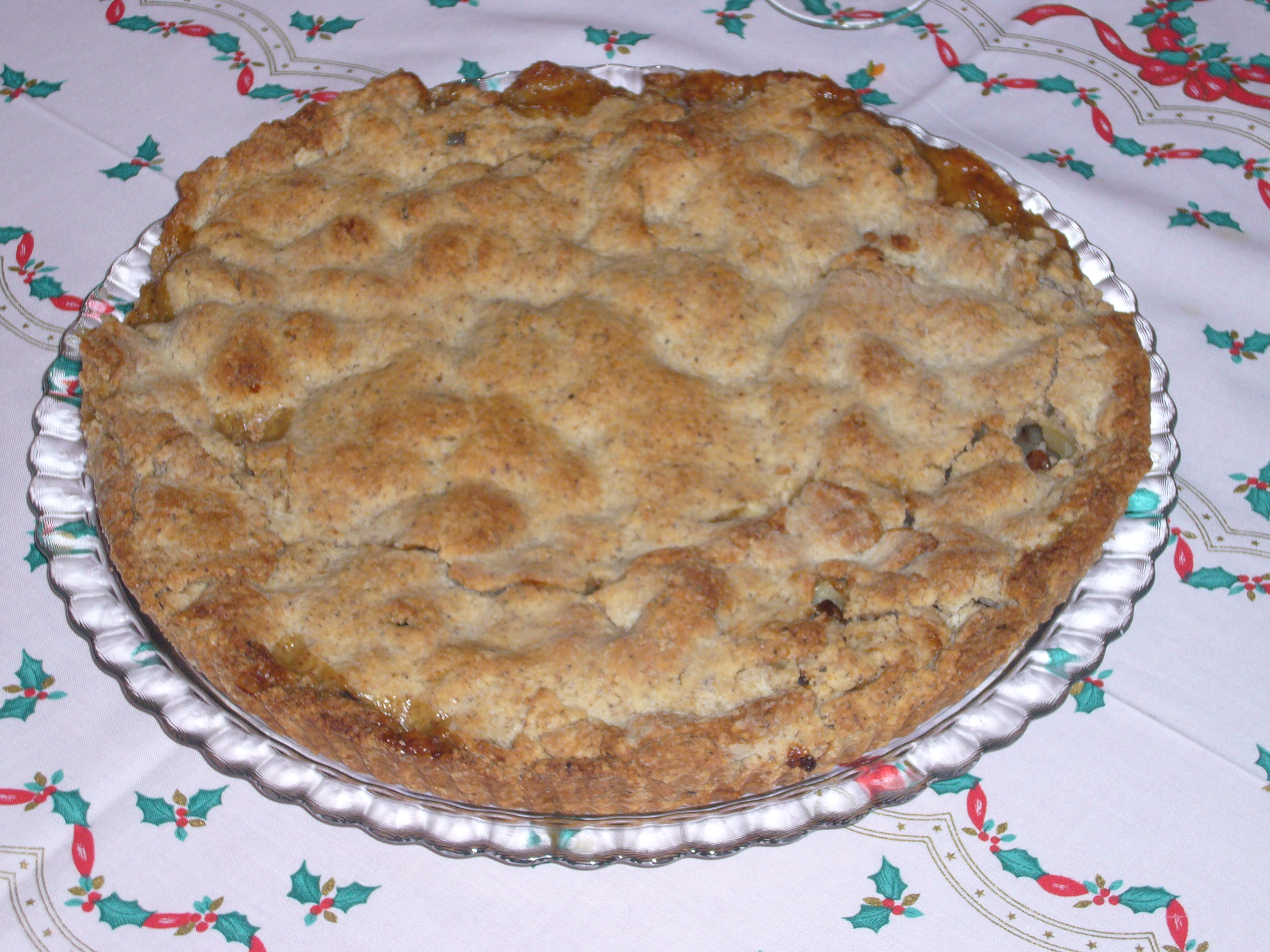
Téméraire.
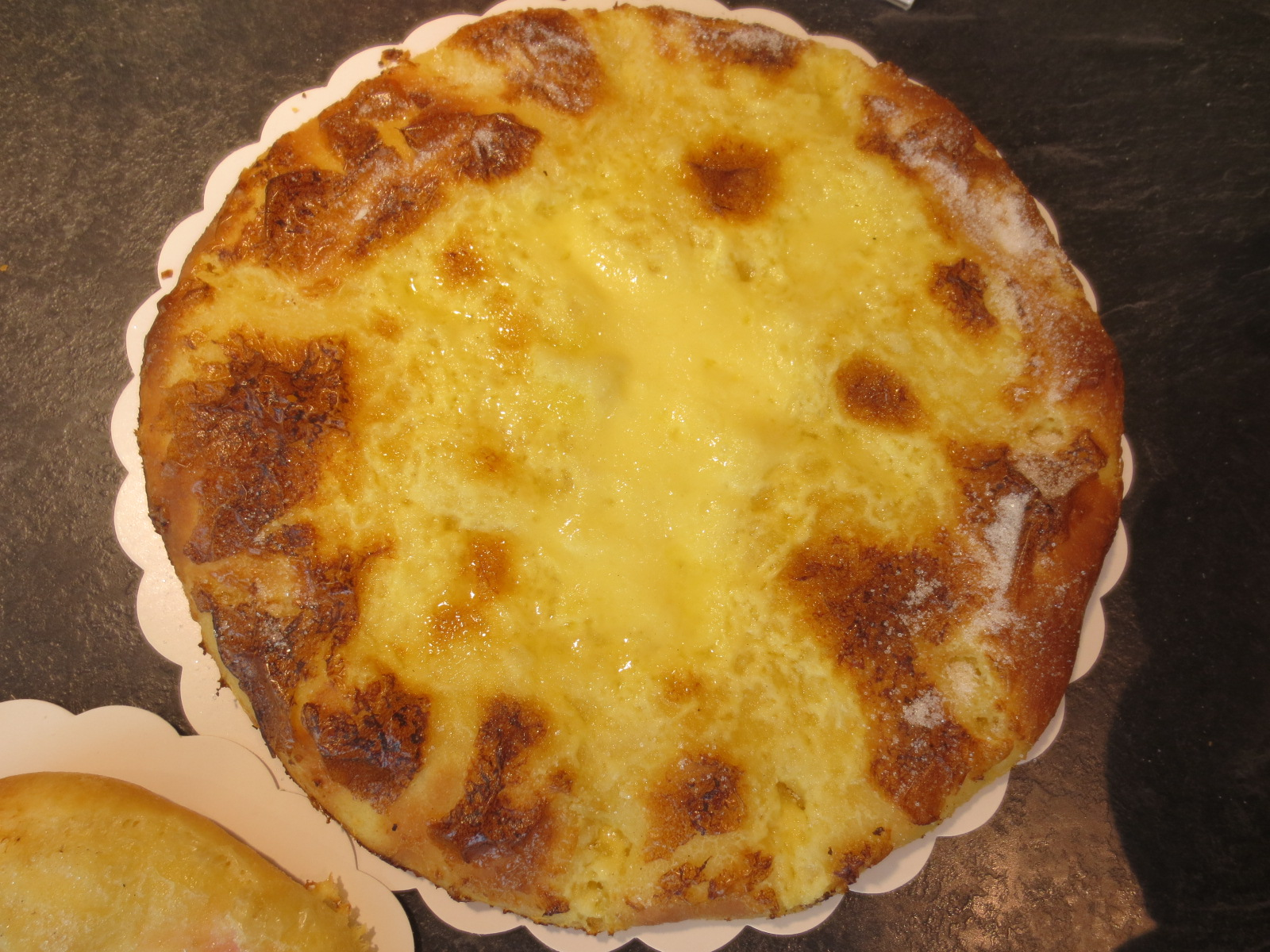
Gâteau de ménage.
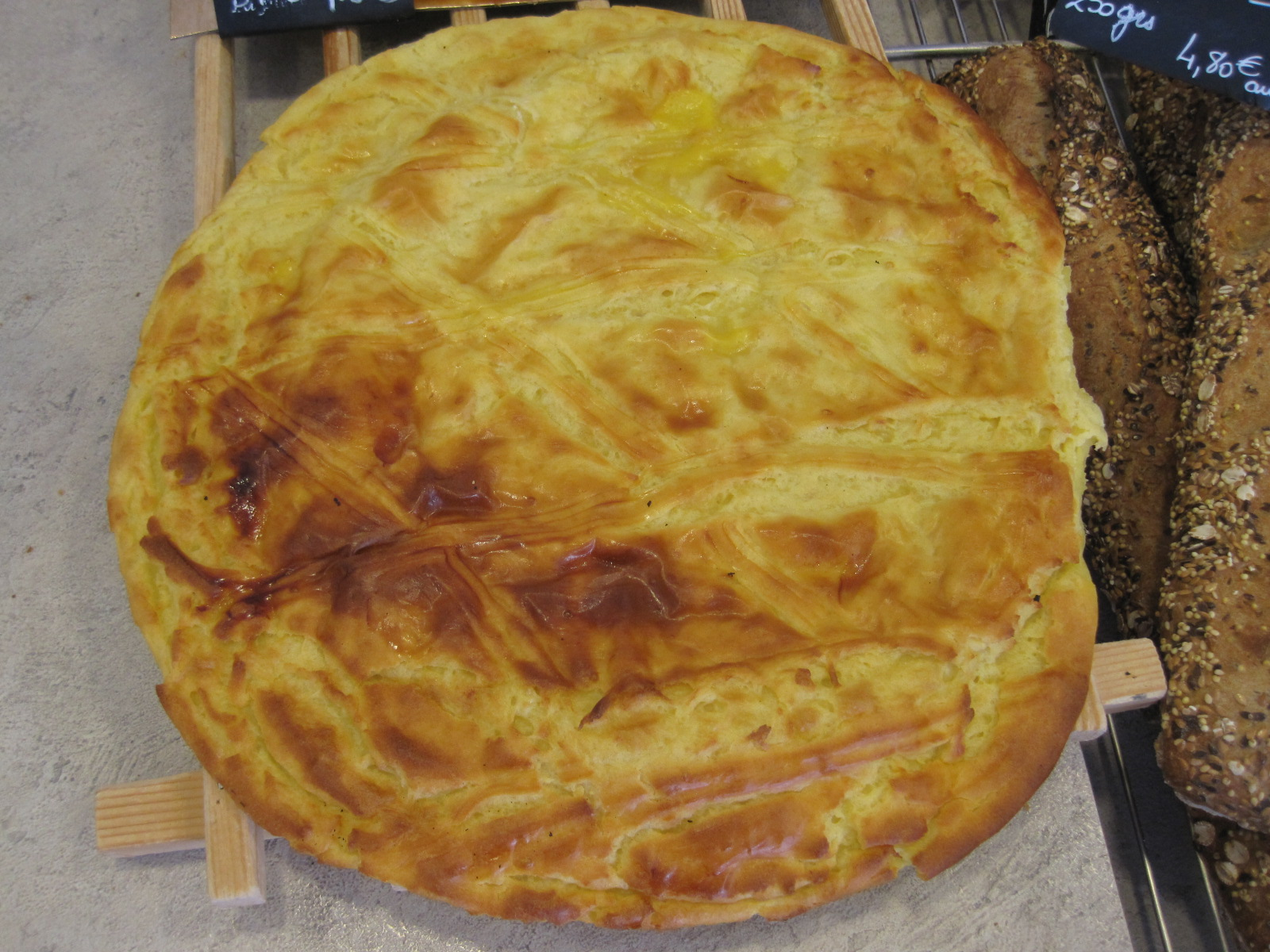
Galette comtoise.
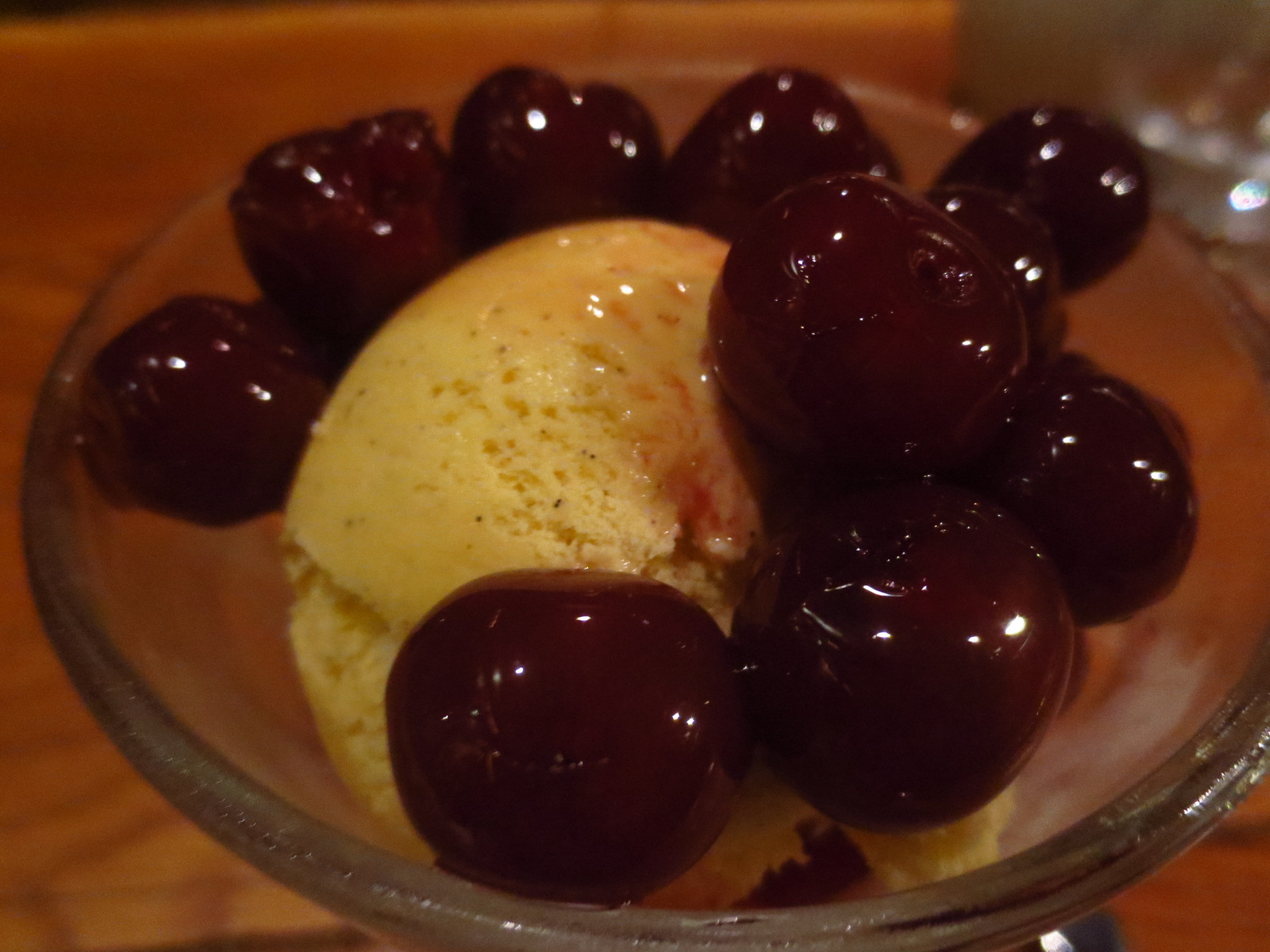
Glace Macvin du Jura et Griottines.
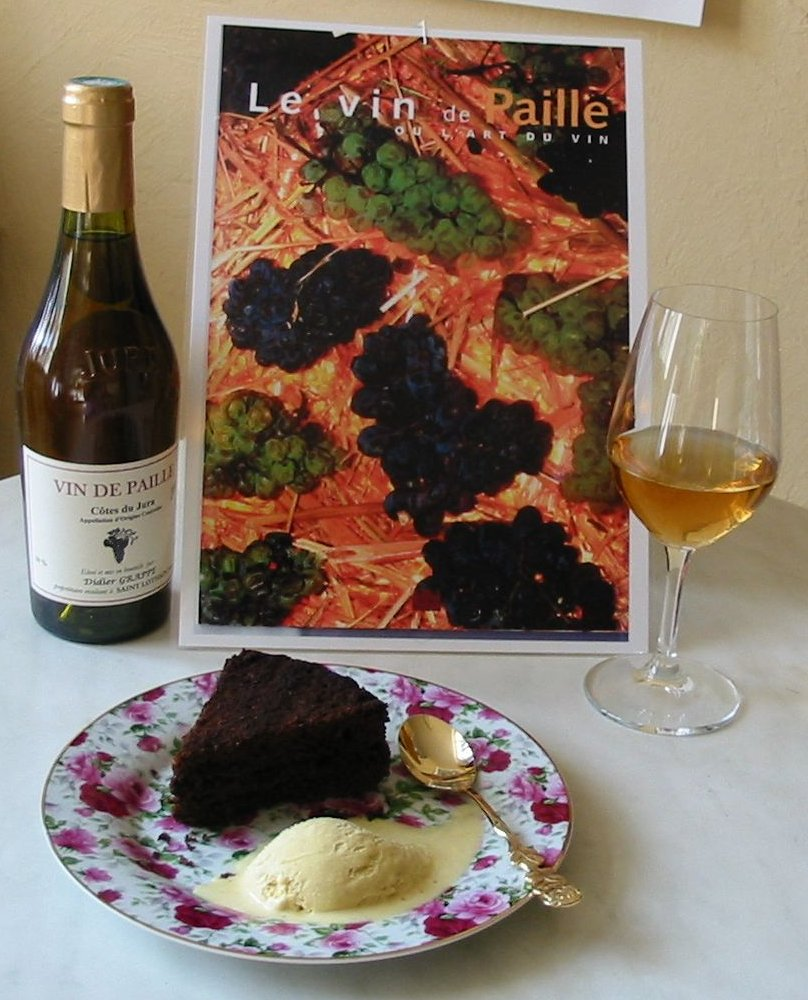
Vin de paille.

## Spécialités villageoises locales
- Pâte de coing
- Cochon en pain d'épices de Vesoul

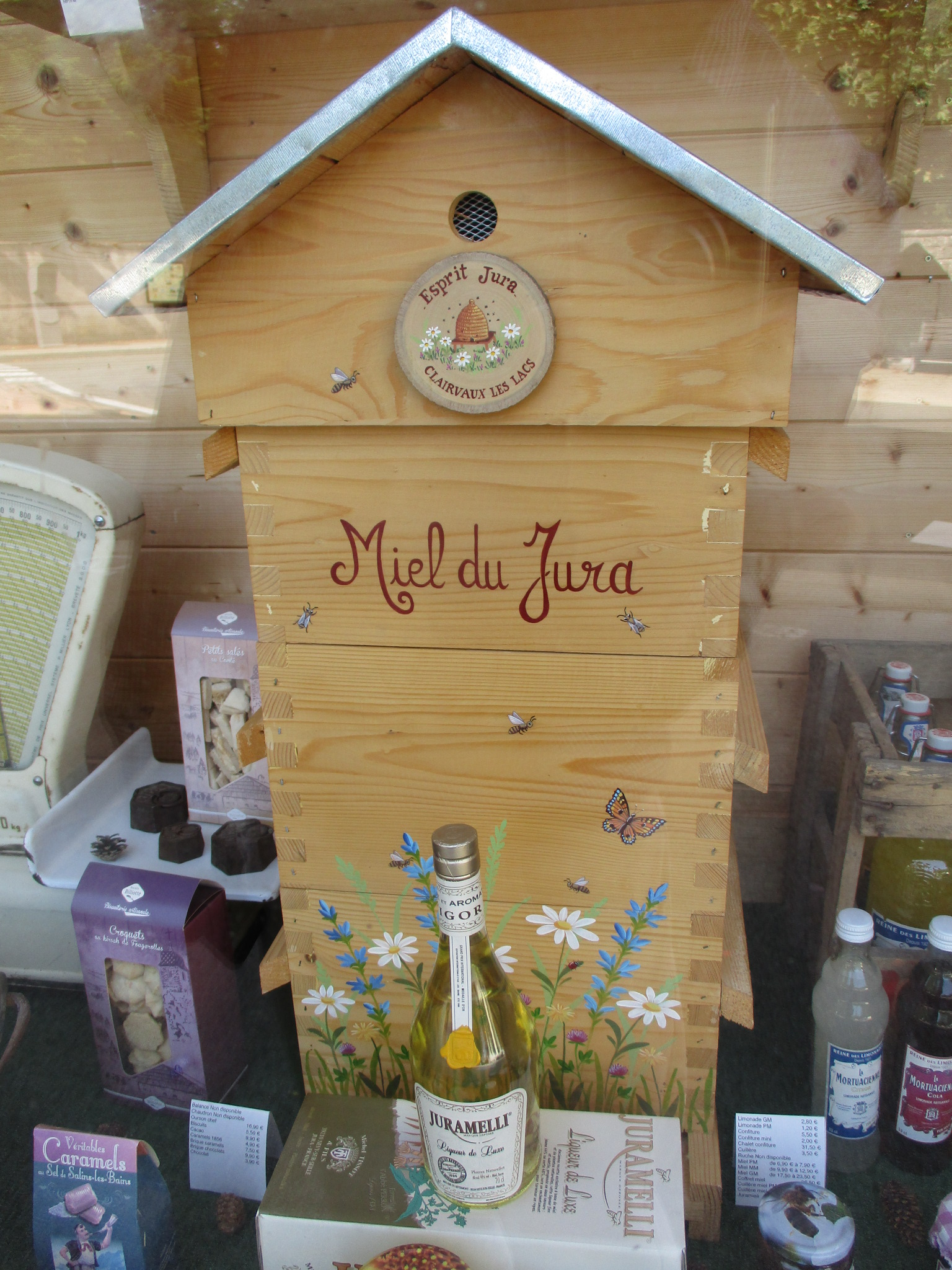
Miel du Jura.

- Cuniu (brioche aux fruits secs, spécialité du canton de Giromagny, dont l'origine serait alsacienne)
- Toutché (Montbéliard et Belfort : le toutché ou totché de poirottes est un gâteau aux pommes de terre)
- Jeanbonhommes : petites brioches en forme de bonhomme, identiques au Mannala alsacien, on ne les trouve guère que dans le Territoire de Belfort où elles sont associées à l'Avent, et donc fabriquées seulement de la Saint-Nicolas à Noël, du moins en théorie.

La plupart de ces desserts ne sont connus que très localement. Les pâtes de coing par exemple sont vendues dans toutes les pâtisseries de Baume-les-Dames, mais sont pratiquement inconnues dans le reste de la Franche-Comté. De même, les jeanbonhommes ne sont connus que dans le Nord de la région, où ils ont probablement été apportés pas les nombreux Alsaciens venus s'installer là après l'annexion de l'Alsace en 1871.

## Vins, liqueurs et alcools produits en Franche-Comté
La Franche-Comté produits de nombreux vins, bières et alcools avec son vignoble du Jura (avec entre autres ses cépages typiques savagnin, poulsard, trousseau, ainsi que chardonnay, et pinot noir), distillerie les fils d'Émile Pernot, distillerie Pierre Guy de Pontarlier, distilleries d'eau de vie de cerise de Fougerolles, Kirsch de Fougerolles, brasserie La Rouget de Lisle, La Franche... Ces vins et alcools entrent dans la composition de nombreuses recettes de la gastronomie franc-comtoise.
| - Crémant du Jura - Chardonnay - Trousseau - Poulsard | - Savagnin - Vin jaune - Vin de paille - Macvin du Jura | - Absinthe - Alcool de gentiane - Pontarlier (apéritif) - Kirsch de Fougerolles | - Liqueur de sapin - Vins de Haute-Saône (Champlitte, Charcenne) - Vins de la Vallée de la Loue (Vuillafans, Buffard) |  |

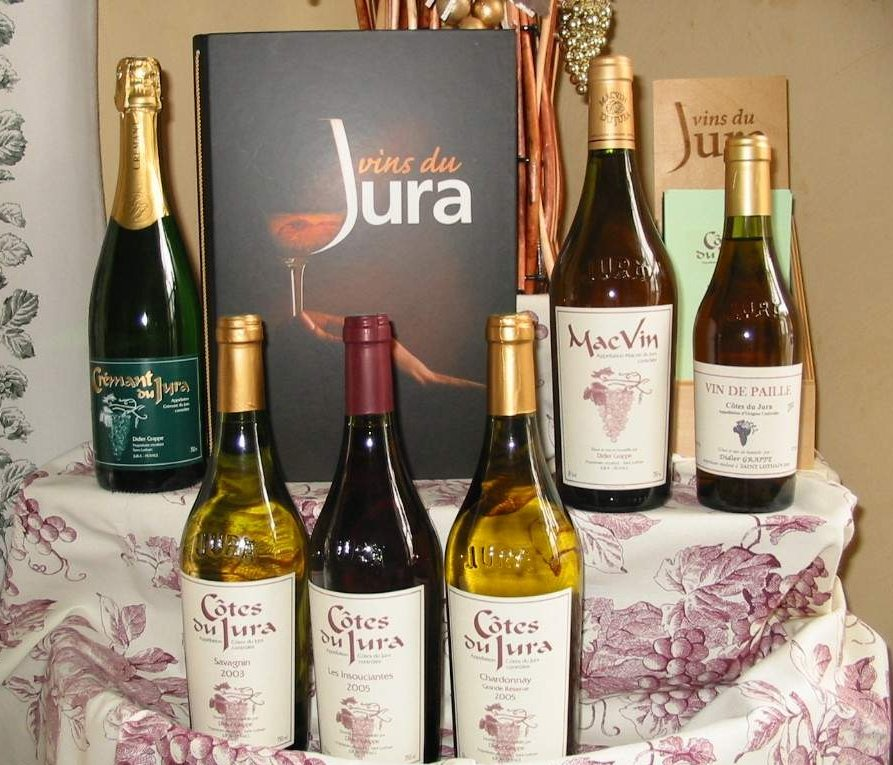
Crémant, Trousseau, Poulsard, Chardonnay, Savagnin, Vin de paille, Macvin du Jura ...
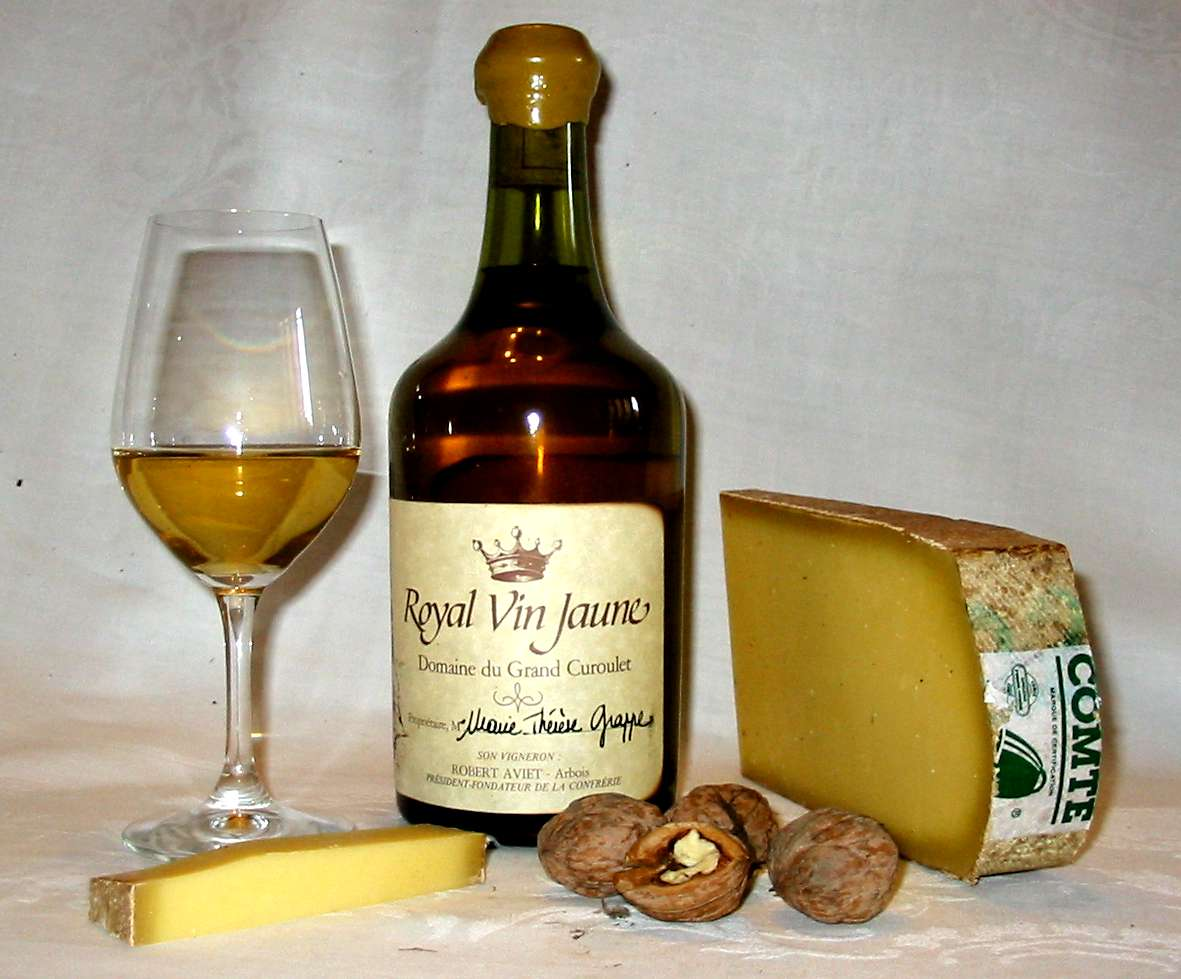
Vin jaune, noix  et comté
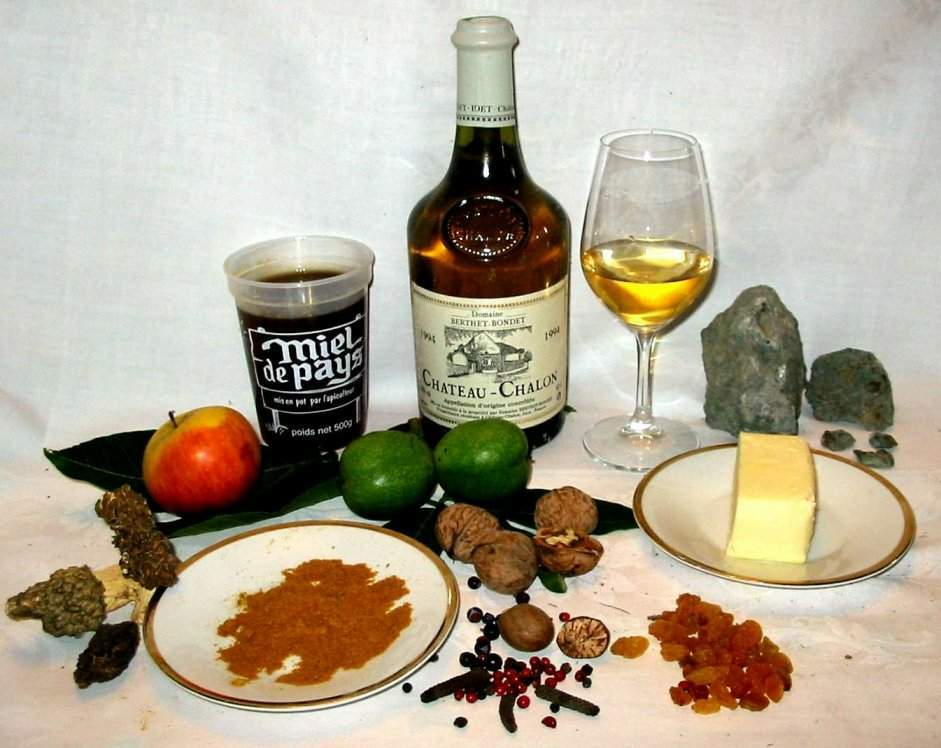
Vin jaune Château-chalon (AOC)
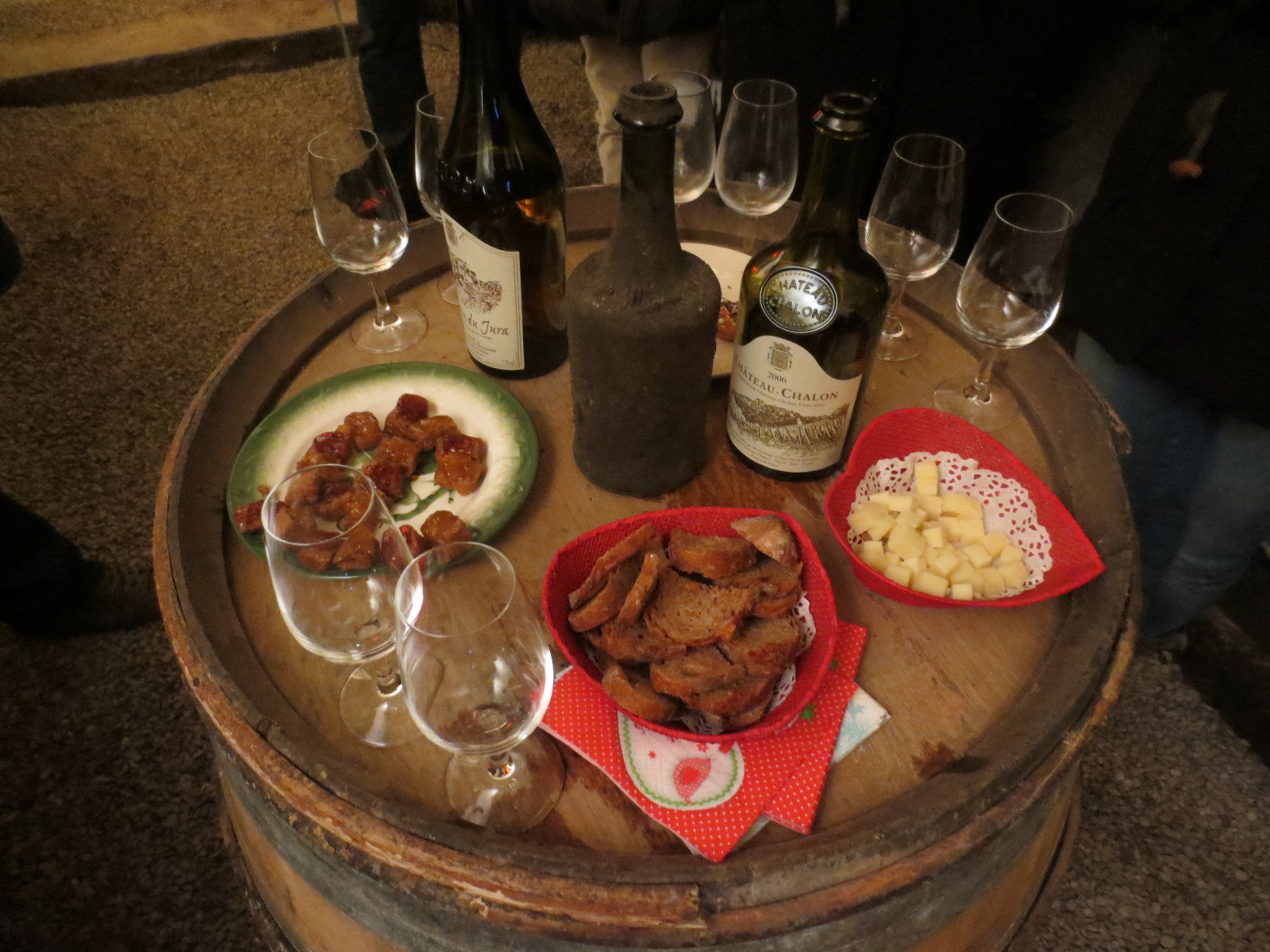
Dégustation de clavelins de vin jaune et château-chalon (AOC)
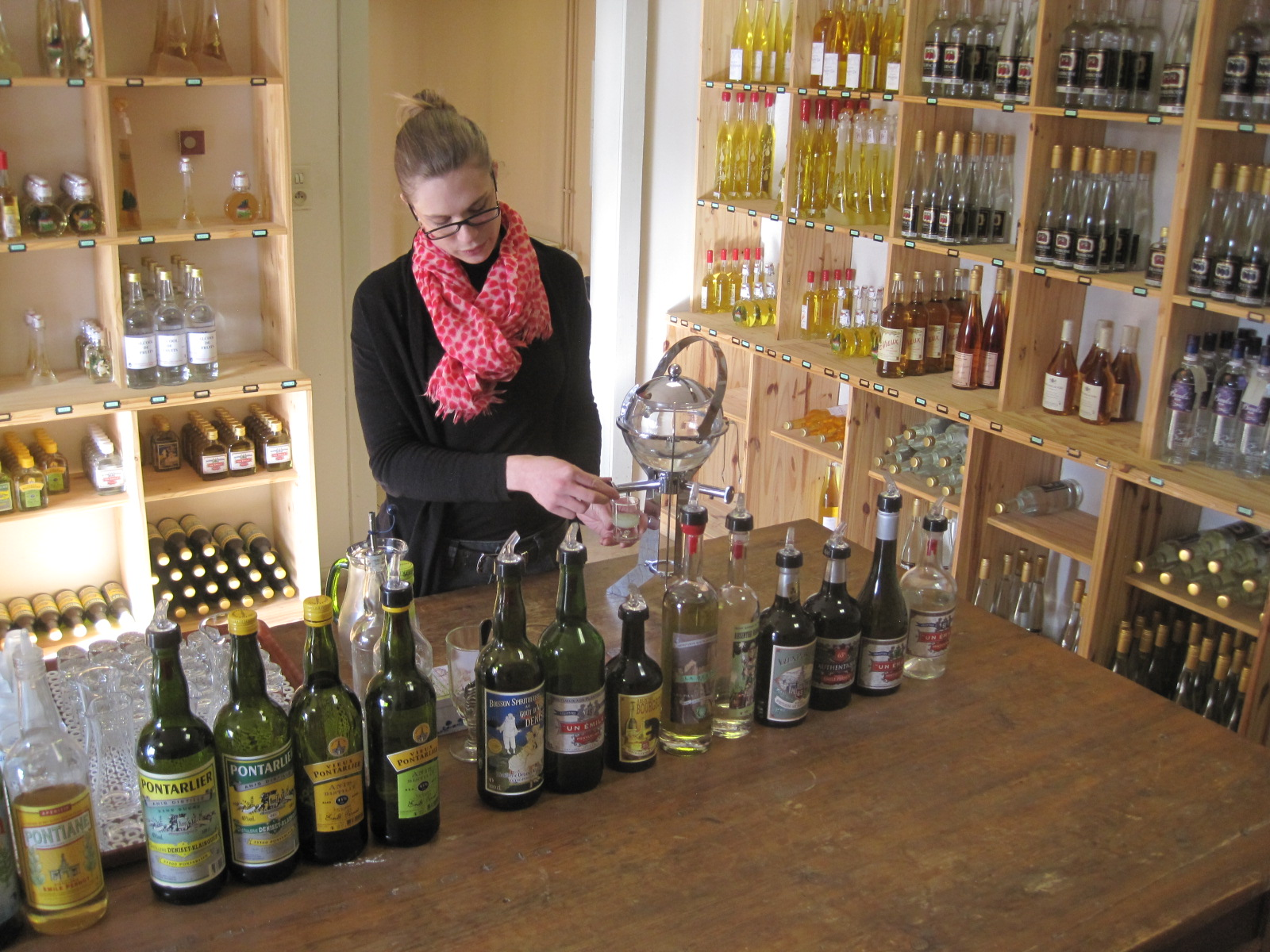
Absinthe, Pontarlier (apéritif) ... de la distillerie les fils d'Émile Pernot
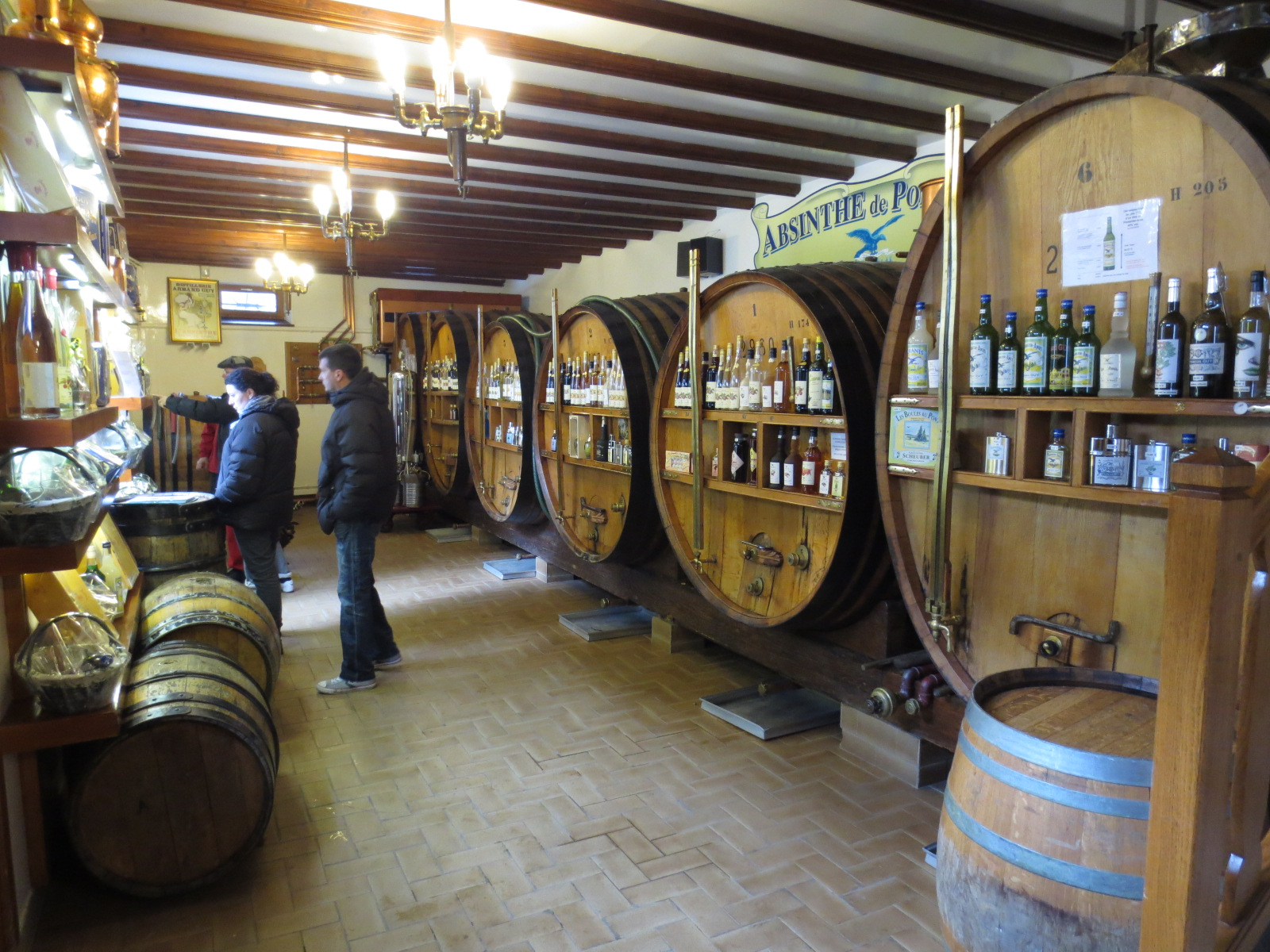
Distillerie Pierre Guy de Pontarlier

## Quelques lieux et événements
- Foire comtoise de Besançon
- Fromageries Arnaud Frères - Fort des Rousses
- Vignoble du Jura - Percée du vin jaune - Pressée du vin de paille
- Distillerie Les Fils d'Émile Pernot - Distillerie Pierre Guy de Pontarlier
- Marché de Noël de Besançon - Marché de Noël de Montbéliard

### Restauration gastronomique
- Jean-Paul Jeunet : 2 étoiles au Guide Michelin à Arbois

### Confréries et associations bachiques
- Commanderie des Nobles Vins du Jura et du Comté
- Association des œnophiles et dégustateurs du Jura, fondatrice du Concours mondial du savagnin